# Racing Club
El Racing Club es una entidad polideportiva argentina, con sede en Avellaneda, Provincia de Buenos Aires. Fue fundado como club de fútbol el 25 de marzo de 1903, constituyéndose el primero creado íntegramente por criollos. Según el ranking del IFFHS mundial de junio de 2025, es el 1.er club argentino con mayor puntaje, el 4.to de Sudamérica y el 21.er del globo.
Mientras que en el Ranking de clubes 2025 de la Conmebol, Racing Club se ubica en el puesto 12.mo, siendo el 3.er club argentino con mayor puntaje de este ranking internacional.
Su estadio es el Presidente Perón, popularmente conocido como «el Cilindro» o «el Coliseo». Inaugurado en 1950, posee una capacidad de 55 880 espectadores y se localiza en el centro histórico de Avellaneda. Los colores que identifican a la institución son el celeste y el blanco, utilizados como homenaje por ser los colores patrios de la República Argentina.
Estadísticamente, es el 4.to equipo argentino con mayor cantidad de títulos logrados en la historia (41), el 3.ro con mayor cantidad de copas nacionales (15) y también el 3.ro con la mayor cantidad de campeonatos de liga (18). A nivel internacional, es el 4.to equipo argentino con mayor cantidad de copas internacionales (8), habiendo conseguido dos Copa Aldao, una Copa de Honor Cusenier, una Copa Libertadores de América, una Copa Intercontinental, una Supercopa Sudamericana, una Copa Sudamericana y una Recopa Sudamericana.
En la era amateur del fútbol argentino, el club consiguió nueve campeonatos locales, siete de ellos en forma consecutiva, siendo el primer equipo del mundo reconocido como heptacampeón (en 1913, 1914, 1915, 1916, 1917, 1918 y 1919); sumados a otras dos ligas más en 1921 y 1925. De estos nueve campeonatos, cinco fueron logrados de forma invicta. También el club acopió en esa era nueve copas nacionales (cinco Copas Ibarguren y cuatro Copas de Honor), siendo el equipo más ganador de estas competiciones, y tres copas internacionales rioplatenses. A raíz de todos estos logros recibió el apodo popular de «la Academia de Football Nacional» que lo identifica hasta la actualidad.
En la era profesional, iniciada en 1931, obtuvo otros nueve campeonatos más (1949, 1950, 1951, 1958, 1961, 1966, 2001, 2014 y 2019); otras seis copas nacionales (Copa Beccar Varela 1932, Copa de Competencia 1933, Copa Británica 1945, Trofeo de Campeones 2019, Trofeo de Campeones 2022 y Supercopa Internacional 2022); y otras cinco copas internacionales (Copa Libertadores 1967, Copa Intercontinental 1967, Supercopa Sudamericana 1988, Copa Sudamericana 2024 y Recopa Sudamericana 2025).
En esta era, además, fue consagrado como el primer equipo argentino en conseguir un tricampeonato local, el primer campeón del mundo argentino,  el primer campeón de campeones de América, el campeón de la Copa Libertadores más extensa de la historia de la competición, el equipo más goleador en la historia de la Copa Sudamericana (con 33 goles convertidos en una misma edición del torneo), el primer campeón de campeones de Superliga y el primer equipo campeón de la Supercopa Internacional de campeones.
Desde 1937, es considerado por la prensa especializada como uno de los «cinco grandes del fútbol argentino», junto a Boca Juniors, River Plate, Independiente y San Lorenzo. De todos ellos, Racing fue el primero en salir campeón de liga, de una copa nacional y de una copa internacional, siendo reconocido por ello como «el Primer Grande». Su clásico rival es Independiente, con quién disputa el Clásico de Avellaneda. No obstante los enfrentamientos disputados con los otros tres "grandes" son denominados igualmente como clásicos.

## Historia

El primer equipo del Racing Club (1905), el primer equipo íntegramente criollo.

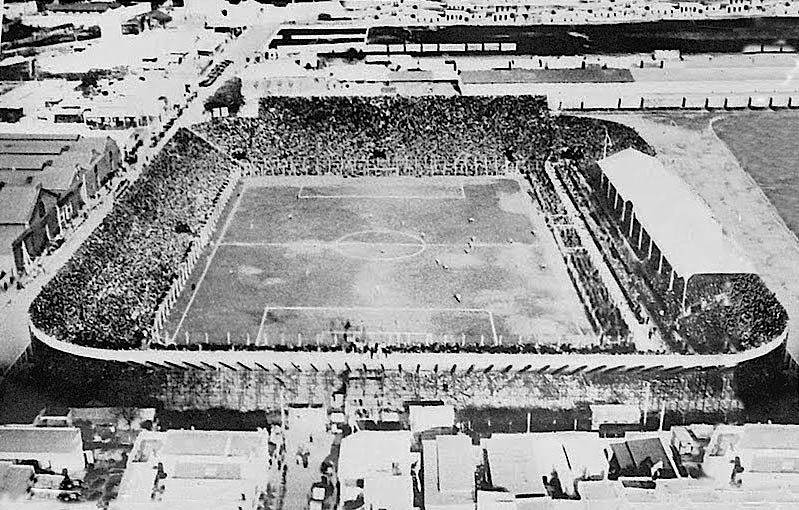
El Estadio de Alsina y Colón, primera sede oficial del club (1939).

### 1901-1909: el primer equipo criollo
El 12 de mayo de 1901, un grupo de estudiantes del Colegio Nacional Central fundaría el «Football Club Barracas al Sud», siendo este como entonces se conocía a lo que es hoy el Partido de Avellaneda. El flamante club sería el primero fundado íntegramente por jóvenes nacidos en Argentina (criollos), hasta entonces, las instituciones de fútbol del país habían sido creadas o eran administradas por inmigrantes británicos.
Los miembros fundadores fueron: Arturo y Zenón Artola, Germán Vidaillac, Leandro Boloque, Pedro Viazzi, Pedro Werner, Alfredo y Raimundo Lamoure, Ignacio Oyarzábal, Ricardo Martín, Ernesto Martín, Salvador Sorhondo, Julio Planisi, Francisco Balestrieri, Bernardo Etcheverry, los hermanos Evaristo y Alfredo Paz, Enrique Poujade, Elías Camels, José Güimil, Juan Sepich, José Paz, Antonio Capurro y Alejandro Carbone.
El 16 de marzo de 1902, debido a desavenencias, un numeroso grupo de socios abandonaría el club para fundar uno nuevo: el «Club Atlético Colorados Unidos del Sud». La separación no duraría mucho, ya que el Barracas al Sud había quedado sin jugadores por la partida de sus miembros y el Colorados Unidos no lograba el vuelo pretendido. Poco después, los miembros de ambas instituciones limarían asperezas e impondrían el lema: «Unidos hasta la muerte».
Así, el 25 de marzo de 1903, se unieron ambas instituciones bajo un mismo nombre y bandera. Germán Vidaillac, uno de los socios fundadores de ascendencia francesa, mostraría frente a sus compañeros una revista de automovilismo del país galo en cuya portada se leería la palabra «RACING». La moción sería aprobada por todos los presentes.
Un acta redactada el 7 de febrero de 1904, oficializa la creación del «Racing Football Club» en la finca de los hermanos Lamoure. La votación nombró como primer presidente de la institución a Arturo Artola. Finalmente, en 1905, el club certificó su oficialidad afiliándose a la Argentine Football Association.

### 1910-1930: el heptacampeón argentino

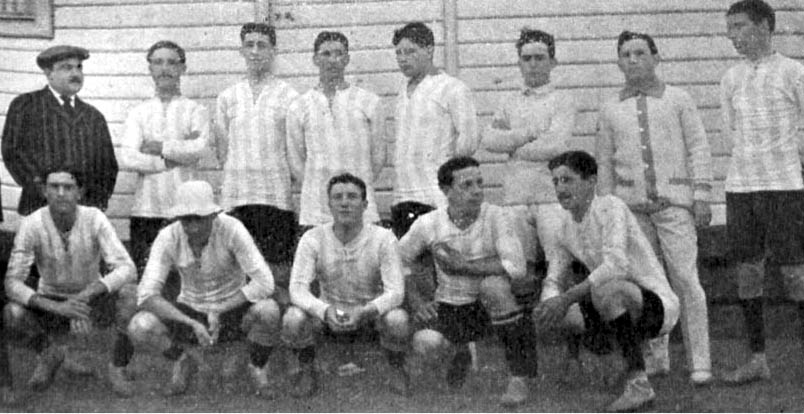
El equipo del Racing Club que rompió con la hegemonía inglesa en el país (1913). Quién luego se consagraría como el único equipo heptacampeón argentino.

El 18 de diciembre de 1910, Racing ascendió a la Primera División luego de vencer 2–1 a Boca Juniors en la final del Campeonato de Segunda División. En ese mismo año, cambió sus colores primigenios por los mismos de la bandera argentina, el celeste y el blanco, en conmemoración al centenario de la Revolución de Mayo.
El 20 de noviembre de 1912 ganó su primera copa nacional oficial, la Copa de Honor MCBA, luego de vencer 3–0 a Newell's Old Boys en la final.
El 8 de diciembre de 1913 ganó su primera copa internacional oficial organizada por AFA y AUF, la Copa de Honor Cusenier, luego de vencer a Nacional de Uruguay, con un global de 4–3.
El 28 de diciembre de 1913 ganó su primer campeonato luego de vencer 2–0 al CASI en la final. Esta victoria marcó el inicio de una época dorada para el club, que consiguió alzarse de forma consecutiva con los torneos de 1914, 1915, 1916, 1917, 1918 y 1919 (AAmF). Estos títulos incluyeron hitos históricos como el primer tetracampeonato, pentacampeonato, hexacampeonato y heptacampeonato en el fútbol argentino, estableciendo un récord que aún perdura en la historia del fútbol. Además se consagró como el máximo ganador de la Copa de Honor MCBA (1912, 1913, 1915 y 1917) y de la Copa Ibarguren (1913, 1914, 1916, 1917 y 1918). En el plano internacional, ganó la Copa de Honor Cusenier (1913) y la Copa Aldao dos veces (1917 y 1918).
Dada esta serie de conquistas, años después Racing Club sería conocido como «El Primer Grande», ya que, entre los denominados «cinco grandes», fue el primero en conquistar un campeonato nacional, una copa local y una copa internacional. Así mismo, por estos años surgió su apelativo futbolístico más popular, «La Academia del Fútbol Nacional».
Antes de transicionar a la era profesional, el club también ganó los campeonatos de 1921 y 1925, que fueron organizados por la Asociación Amateurs de Football.

### 1931-1983: el primer campeón mundial

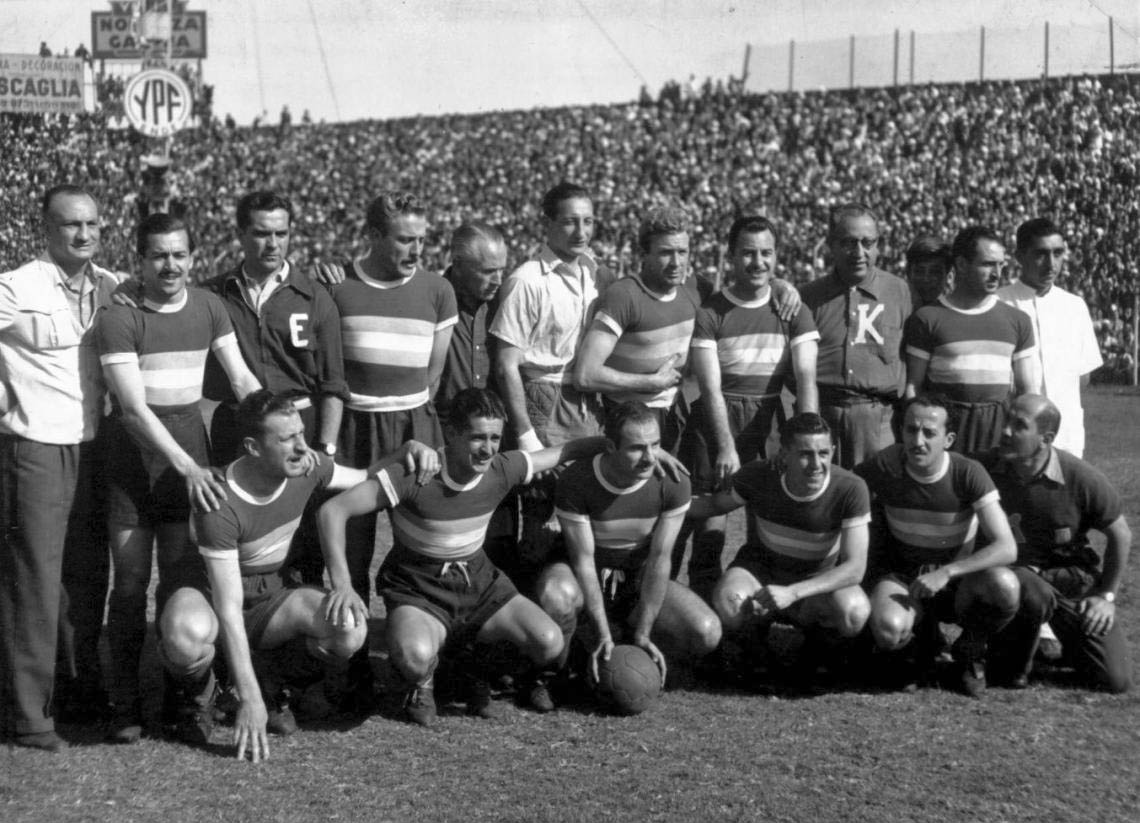
El equipo del Racing Club que conquistó el primer tricampeonato profesional (1951).

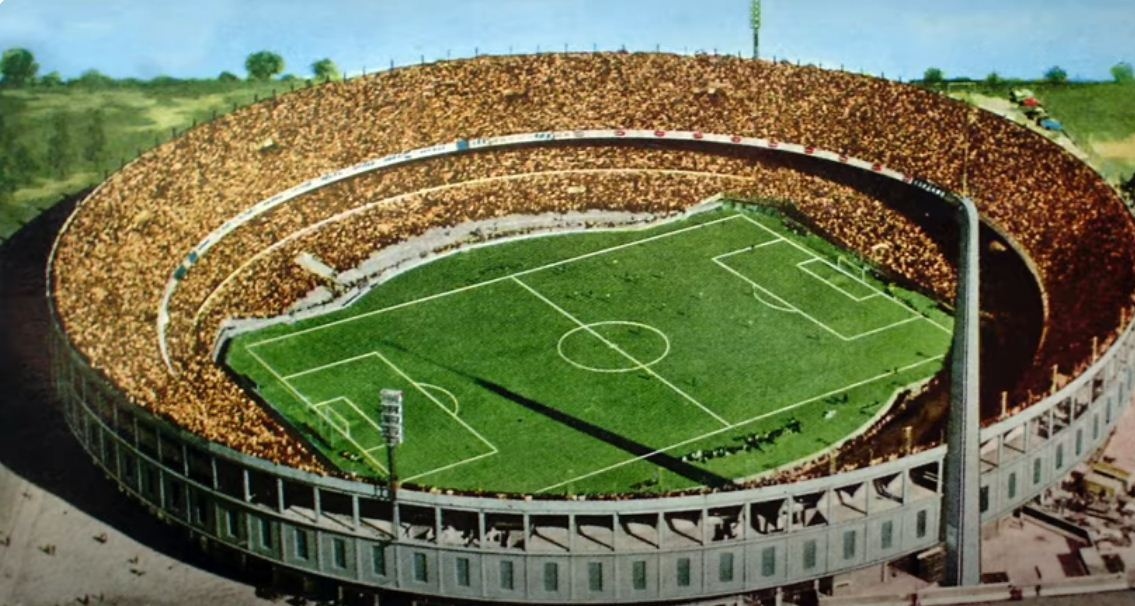
El nuevo estadio del Racing Club, bautizado oficialmente como Estadio Presidente Perón y conocido popularmente como «el Cilindro» (1950).

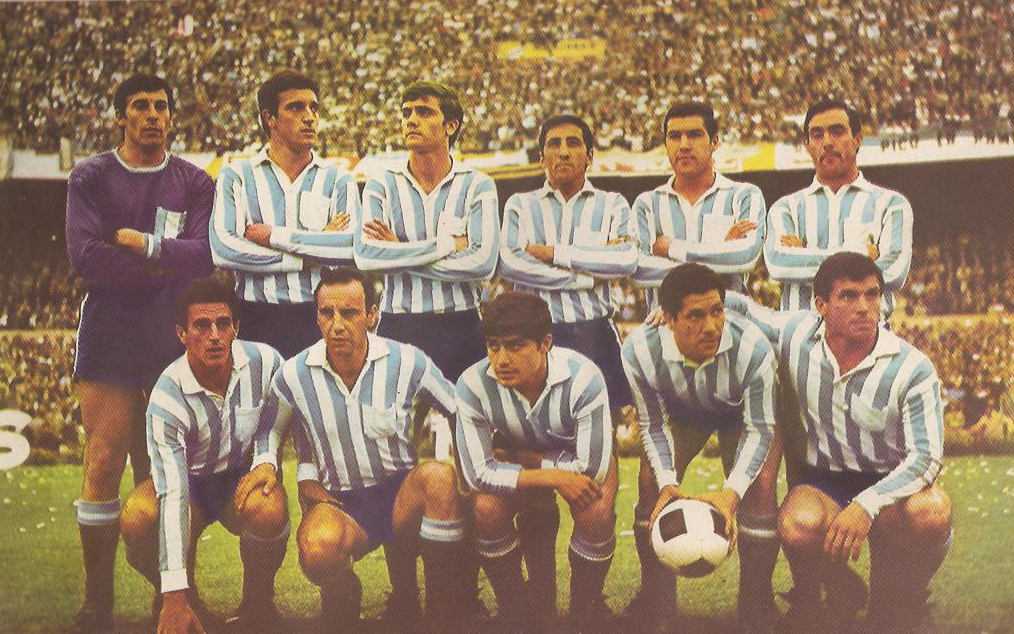
El equipo del Racing Club, consagrado como el primer campeón de la Copa Intercontinental argentino (1967).

El 29 de enero de 1933, Racing ganó su primer título en el profesionalismo, al consagrarse campeón de la Copa Beccar Varela 1932, tras vencer a Tigre y Boca Juniors en un grupo triangular final. Posteriormente, el 26 de noviembre, se coronó campeón de la Copa de Competencia (LAF) 1933 al derrotar 4–0 a San Lorenzo en la final. Seguidamente, el 12 de octubre de 1945, Racing ganó la Copa de Competencia Británica 1945, superando 4–1 a Boca Juniors en la final, siendo uno de los tres únicos campeones del certamen.
El 23 de noviembre de 1949 ganó su primer campeonato profesional (su décimo título de liga) al vencer 2–1 a Boca Juniors como visitante en la 28.ª fecha. En el campeonato alcanzó un total de 49 puntos gracias a 21 victorias, 7 empates y 6 derrotas en 34 partidos.
El 3 de septiembre de 1950 inauguró su nuevo estadio, el Presidente Perón. Posteriormente, el 10 de diciembre de ese mismo año, Racing logró el bicampeonato profesional. Acumulando un total de 47 puntos gracias a 23 victorias, un empate y 10 derrotas en 34 partidos.
El 5 de diciembre de 1951, Racing logró el tricampeonato profesional con 44 puntos, producto de 16 victorias, 12 empates y 4 derrotas en 32 partidos. En un reñido torneo, disputó un repechaje contra Banfield en el estadio de San Lorenzo, con un empate 0–0 y una victoria final 1–0. De esta manera, se convirtió en el primer equipo tricampeón del fútbol profesional argentino, a pesar de los esfuerzos de los hinchas de otros equipos por impedir su consagración.
El 12 de diciembre de 1958 ganó de vuelta el campeonato, luego de empatar 3–3 contra Lanús como visitante en la 32.ª fecha. Acumuló un total de 41 puntos, producto de 16 victorias, 9 empates y 5 derrotas en 30 partidos. Tuvo la fórmula de una defensa sólida y un ataque variado.
El 12 de noviembre de 1961 se consagró campeón del campeonato tras ganarle 3–2 a San Lorenzo como local en la 27.ª fecha. Alcanzó un total de 47 puntos, producto de 19 victorias, 9 empates y 2 derrotas en 30 partidos. Racing brilló por su juego colectivo y sus jugadores argentinos (a excepción de dos uruguayos), a diferencia de otros equipos que recurrían a jugadores extranjeros para promover el «fútbol espectáculo».
El 19 de septiembre de 1965 asume Juan José Pizzuti, un ídolo del club, como entrenador. El artífice del apodado «Equipo de José» logró llevar a Racing a la cima del campeonato en 1966. Acumuló un total de 61 puntos, producto de 24 victorias, 13 empates y tan sólo una derrota en 38 partidos. El equipo exhibió un fútbol vistoso y efectivo, anotando 70 goles y encajando solo 24, consolidando su reputación como uno de los conjuntos más dominantes de la época.
El 29 de agosto de 1967, Racing ganó la Copa Libertadores más extensa de la historia, acumulando 32 puntos en 20 partidos. En la final, enfrentó a Nacional de Uruguay, con dos empates 0–0 en los juegos de ida y vuelta, y una victoria 2–1 en el desempate disputado en Santiago de Chile.
El 4 de noviembre de 1967, Racing se consagró campeón del mundo al ganar la Copa Intercontinental frente al Celtic de Escocia, campeón de la UEFA Champions League. Tras una derrota 1–0 en Glasgow y un triunfo 2–1 en Avellaneda, el partido definitorio se disputó en el estadio Centenario de Montevideo, donde un gol de Juan Carlos Cárdenas desde fuera del área aseguró la victoria por 1–0 y el primer título mundial para un club oriundo de Argentina.
En 1968, marcó una destacada gira europea, donde Racing se convirtió en el primer equipo del continente en ganar el Trofeo Costa del Sol y el Trofeo Conde de Fenosa organizados por la Real Federación Española de Fútbol, fortaleciendo su prestigio internacional. En años posteriores, el Racing se alejaría de sus mejores campañas. En 1976, después de tres temporadas anuladas, el equipo se vio obligado a jugar un minitorneo por la permanencia, salvándose por un punto.

### 1984-2014: el descenso y los años de inestabilidad

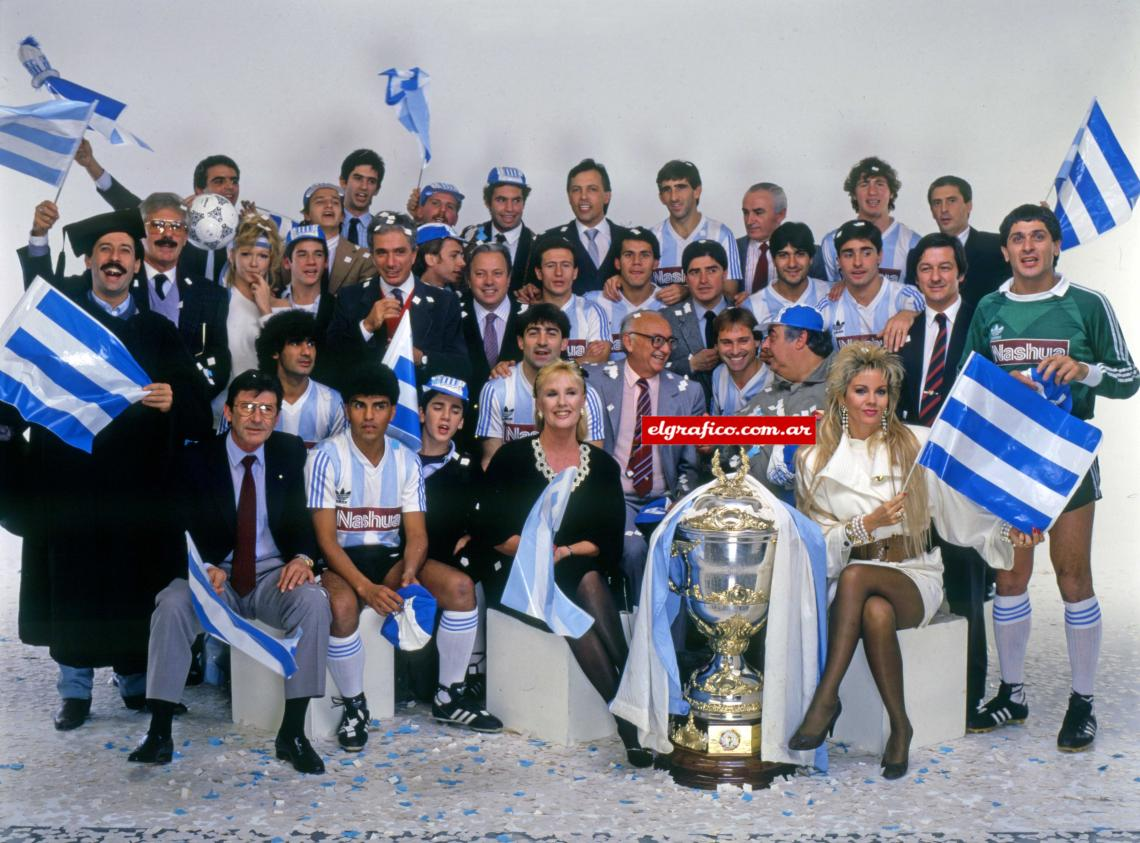
Festejo de la consagración de la primera Supercopa Sudamericana (1988).

En 1983, debido a la implementación de un sistema de promedios para dictaminar qué equipo descendía a la Primera B, Racing sufrió su único descenso en su historia, a pesar de haber finalizado por encima de varios equipos en las temporadas anteriores.
En 1985, con Alfio Basile como director técnico, Racing Club finalmente logró su regreso a la Primera División. Terminó segundo en su grupo con 48 puntos y culminó tercero en la tabla general, asegurando su ascenso al ganar un octogonal por el segundo puesto.
En 1988, Racing Club vuelve a la élite internacional consagrándose campeón de la primera edición de la Supercopa Sudamericana disputada entre los equipos campeones de América, venciendo al Cruzeiro de Brasil en la final. También ganó la Supercopa Interamericana contra el Club Sport Herediano de Costa Rica. Sin embargo, en la primera edición de la Recopa Sudamericana, el equipo perdió contra Nacional de Uruguay, quedando como subcampeón, y tres años después perdería la final de la Supercopa Sudamericana ante el Cruzeiro en un nuevo enfrentamiento trascendental entre ambas instituciones.
Durante las controvertidas presidencias de Juan De Stéfano (1987-1995) y Osvaldo Otero (1995-1998), Racing Club enfrentó una crisis económica sin precedentes debido a gastos excesivos y desvíos de fondos. La situación empeoró año tras año, llevando al club al borde de la quiebra. El 10 de julio de 1998, el entonces presidente Daniel Lalín solicitó la quiebra del club al no poder hacer frente a las abrumadoras deudas.
El 4 de marzo de 1999, se emitió un comunicado oficial anunciando la supuesta «desaparición de Racing Club», pero la presión de los hinchas logró evitar la quiebra y salvó al club. El 7 de marzo de 1999, los hinchas se autoconvocaron para exigir la implementación de «La Ley de Fideicomiso», lo que contribuyó a salvar al club de la crisis financiera. El 29 de diciembre de 2000, Racing Club fue gestionado por Blanquiceleste Sociedad Anónima, liderada por el empresario Fernando Marín, con un proyecto para sanear las finanzas y pagar la deuda en un plazo de 10 años. La gestión fue ampliamente criticada por los aficionados debido a su aparente falta de interés en el bienestar del club.
En el Torneo Apertura 2001, después de más de tres décadas, Racing se consagró campeón de la liga argentina. Bajo la dirección técnica de Reinaldo Mostaza Merlo, el equipo logró 42 puntos, con 12 victorias, 6 empates y solo una derrota. Sin embargo, después de campañas inestables, en el Clausura 2008 el equipo tuvo un rendimiento decepcionante, terminando en la última posición y obligado a jugar la promoción por la permanencia contra Belgrano. Afortunadamente, Racing logró mantener la categoría tras vencerlo con un global de 2-1. Asimismo, tras intensas protestas contra el gerenciamiento debido a numerosas deudas y problemas financieros, se logró poner fin a esta gestión y restaurar las elecciones democráticas en el club en diciembre de 2008.

### 2014-2025: la refundación y estabilización

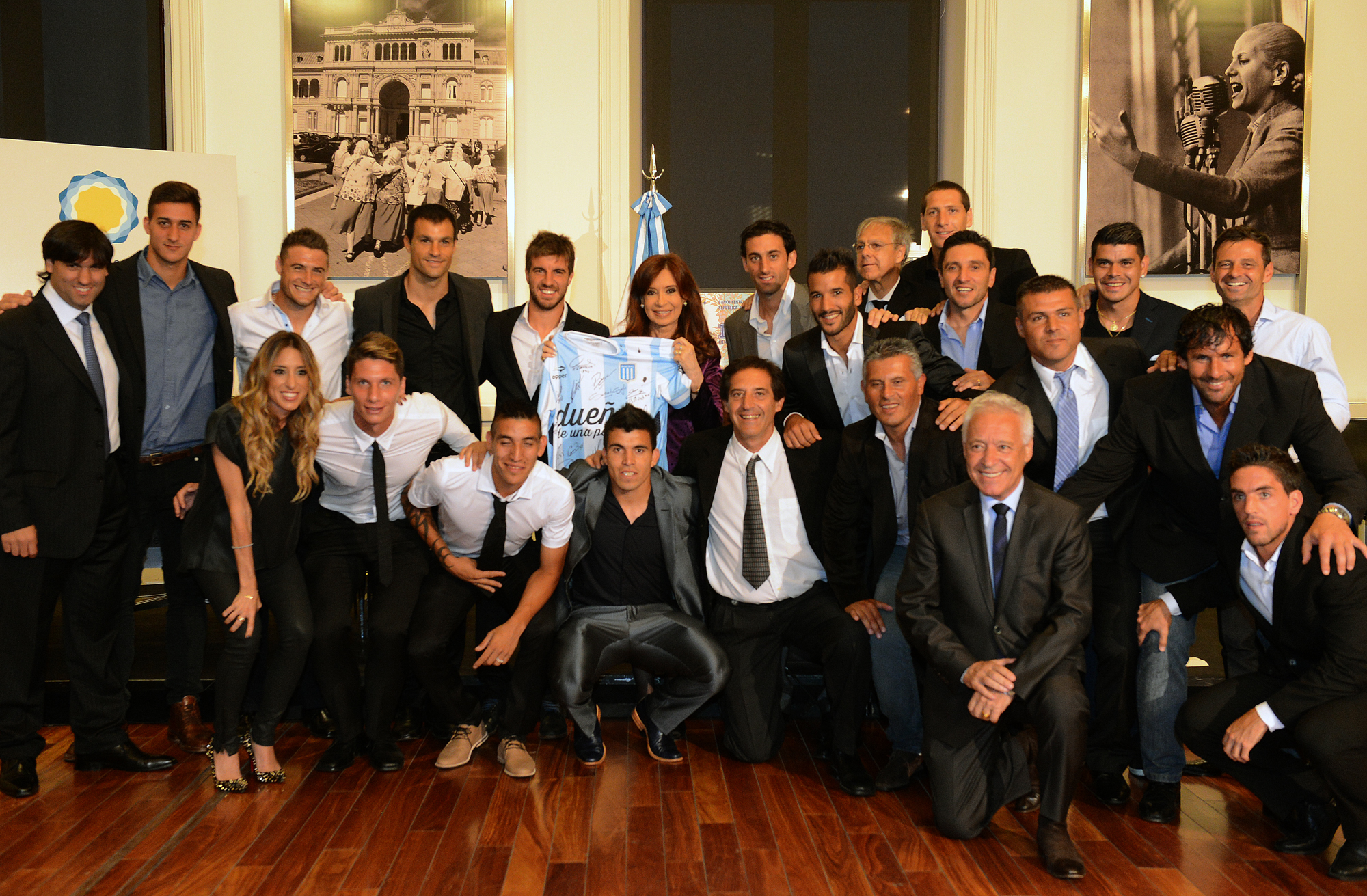
El plantel de Racing campeón del campeonato 2014 en la Casa Rosada.

El plantel campeón de la Copa Sudamericana de 2024.

Diego Cocca asumió como nuevo director técnico de Racing Club el 10 de junio de 2014, en un momento en el que el equipo venía de realizar una de las peores campañas de su historia. Bajo su dirección y con un plantel renovado casi por completo, el club experimentó un renacimiento.
Racing finalizó el Torneo de Primera División 2014 como campeón, sumando 41 puntos y destacándose por su juego ofensivo. Diego Milito, quien regresó al club luego de su paso por Europa, fue fundamental en esta conquista. El equipo logró clasificar a la Copa Libertadores 2015, después de 12 años sin participar en este torneo.
Desde el inicio de 2018, Diego Milito en su rol de director deportivo y Eduardo Coudet como director técnico, fueron fundamentales en la implementación del «Racing Positivo», una metodología que revolucionó al club, enfocándose en la profesionalización en todas sus áreas y adoptando prácticas similares a las de los grandes equipos europeos. Este enfoque permitió revitalizar al club, dejando atrás los problemas institucionales y deportivos que lo aquejaban.
Racing se consolidó como uno de los clubes más importantes del país, destacándose por su capacidad para captar talentos, establecer relaciones internacionales y mejorar sus infraestructuras.
Logró consagrarse nuevamente campeón en el Campeonato 2018-19, liderando la tabla desde la cuarta fecha hasta la última, con destacadas actuaciones de Lisandro López, líder y figura, quien se convirtió en el máximo goleador del torneo. También, Racing se alzó con el Trofeo de Campeones 2018-19, venciendo por 2-0 a Tigre, lo que le valió ser el primer ganador del certamen.
Al inicio de 2021, Racing experimentó cambios significativos con las salida de Diego Milito como mánager. A pesar de esto el club consiguió ganar el Trofeo de Campeones 2022, venciendo a Boca Juniors en la final por 2-1. Dos meses después ganó la Supercopa Internacional 2022 en su primera edición, disputada en Abu Dabi, venciendo otra vez a Boca Jrs. por 2-1.
Finalizando el 2024, el club obtuvo la Copa Sudamericana 2024 con Gustavo Costas como director técnico, luego de más de tres décadas de su última conquista internacional; venciendo a Cruzeiro por 3-1, justamente el mismo rival de la última copa internacional conseguida en 1988. Asimismo Racing consigue el récord de ser el equipo que más goles convirtió en la historia del certamen, con 33 goles marcados en 13 partidos disputados.
El 15 de diciembre de 2024, Diego Milito retorna una vez más al club de sus amores, esta vez siendo elegido mayoritariamente como Presidente del Racing Club.
El 28 de febrero obtiene la Recopa Sudamericana 2025, venciendo al Botafogo, último campeón de la Libertadores, por un global de 4-0 (ambos encuentros por 2-0).

## Simbología

### Escudo
Si bien desde 1903 el club cuenta con diversas simbologías para identificarse, fue a partir del año 1928 que se comienza a difundir el escudo oficial de la institución, que continúa prácticamente inalterable hasta nuestros días. El mismo posee un diseño en forma de escudo francés moderno, con siete franjas verticales intercaladas entre sí (cuatro celestes y tres blancas), y la palabra «Racing» en letras mayúsculas (en fuente «Clan») situada en la parte superior del emblema.

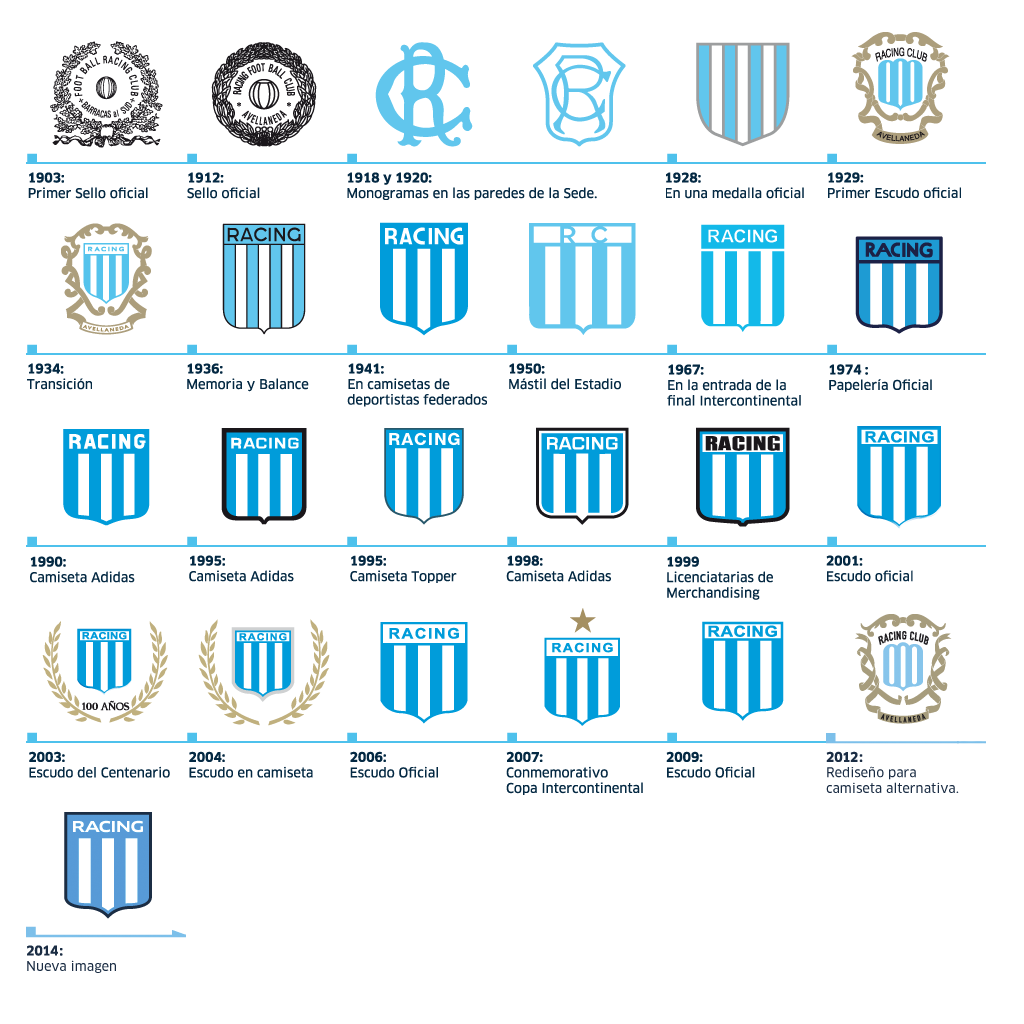
Todos los escudos históricos albicelestes del Racing Club desde 1903 hasta 2014, con el diseño utilizado actualmente por la institución.

### Himno
La Marcha del Racing Club es el himno oficial de la institución, compuesto en 1951 por el músico italoargentino Antonio Rodio y el letrista Daniel Piscicelli. En 2017, el mismo fue renovado junto a la Orquesta Municipal de Tango de Avellaneda para conmemorar el 50.° aniversario de la obtención de la Copa Intercontinental 1967.
| Himno de Racing Club Se eleva majestuosa la bandera, viva la patria, saludo al pabellón y viva Racing que escribes en tu historia por tantas veces el nombre de campeón. Reverdecen los laureles de tus glorias paladín del deporte popular que no en vano te llaman Academia, Academia del Fútbol Nacional. (Coro) Racing, Racing, Racing, cantemos todos con gran fervor mientras blanca y celeste once divisas hacen del fútbol destreza y valor. Racing, Racing, Racing, todos te aclaman con emoción y es la América grandiosa que te admira por tu gloriosa tradición.—Antonio Rodio y Daniel Piscicelli (1951). |

## Indumentaria

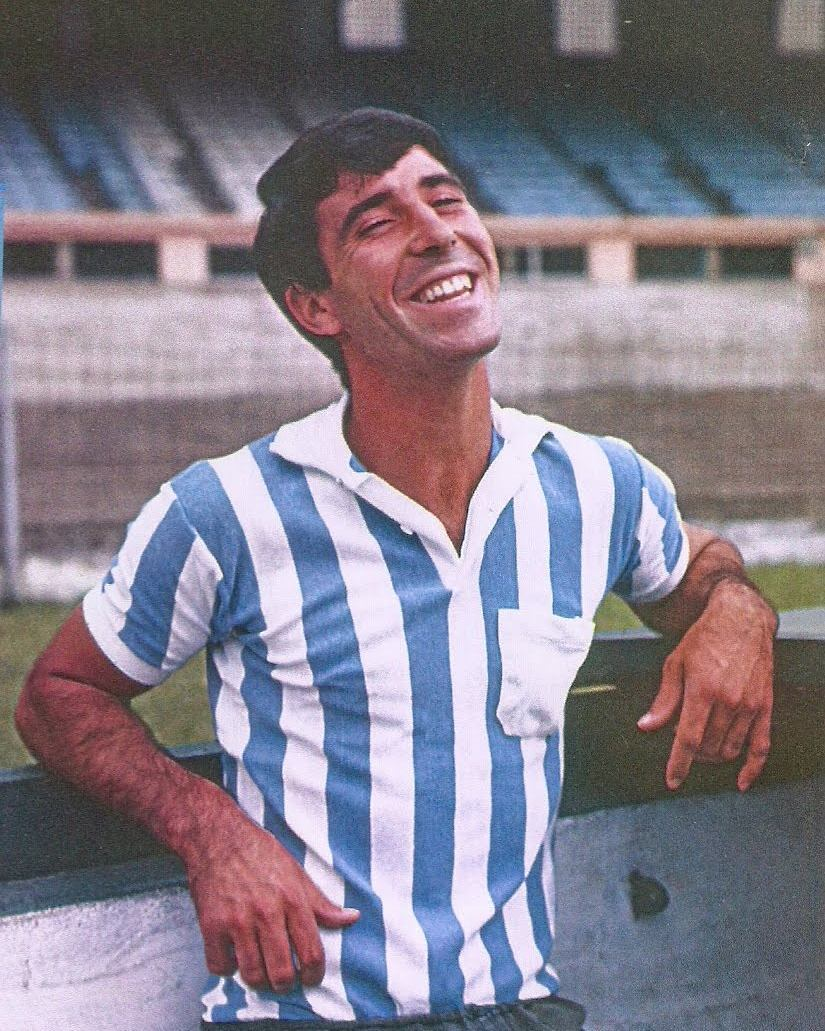
Rubén Osvaldo Díaz con la camiseta tradicional con franjas albicelestes de Racing en 1965.

La primera camiseta de la institución fue de color blanca para abaratar costos. El 23 de julio de 1904 a través de una asamblea se decidió que se debía utilizar una vestimenta más colorida. Por ello, se diseñó una a bastones amarillos y negros, pero su similitud con la camiseta del CURCC uruguayo incentivó su cambio luego de tan sólo una semana de su debut. La segunda camiseta propuesta por Alejandro Carbone, era celeste y salmón a cuadros y se utilizó hasta 1908. La tercera camiseta era de color azul con una franja blanca en el pecho y fue utilizada hasta 1910, año donde se logra el ascenso a primera división ganándole la final a Boca Juniors. Finalmente Pedro Werner propuso en una nueva asamblea, luego de consumar el ascenso, utilizar en honor al centenario de la Primera Junta que se festejaba dicho año, los colores patrios de la bandera de la República Argentina. Dicho último diseño fue adoptado de forma permanente por la institución oriunda de Avellaneda.
| Primero | (Ver evolución) | Actual |

## Infraestructura

### Estadio

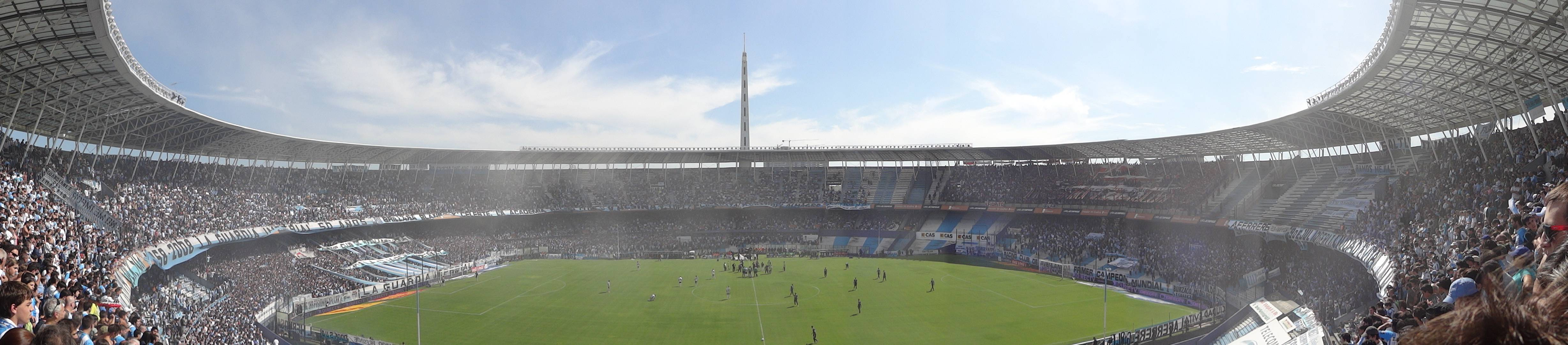
Vista panorámica del estadio Presidente Perón.

En 1906, Racing Club adquirió un terreno perteneciente a la línea Ferrocarril del Sud, ubicado en la intersección de las calles Alsina y Colón, en Avellaneda. En dicho predio, el club construyó un estadio rudimentario con tablones de madera, requisito necesario para su afiliación a la Argentine Football Association. Con el tiempo, el estadio fue ampliado y reformado, alcanzando una capacidad aproximada de 50 000 espectadores.
El 16 de agosto de 1946, mediante el decreto 7395, el presidente de la Nación, Juan Domingo Perón, otorgó al club un crédito gestionado por el ministro de Hacienda, Ramón Cereijo, destinado a la remodelación de su estadio. El recinto albergó su último partido el 1 de diciembre de 1946, en un encuentro frente a Rosario Central. Posteriormente, comenzó su proceso de demolición. En 1947 comenzó la construcción de la nueva sede, utilizando métodos constructivos modernos. Durante el período de construcción, el equipo disputó sus partidos como local en los estadios de Boca Juniors, Independiente y San Lorenzo.
El 3 de septiembre de 1950 se inauguró el nuevo estadio. El evento se dio en el marco de la 21.ª fecha del Campeonato de Primera División, en un partido donde Racing Club venció 1–0 a Vélez Sarsfield. Tras su inauguración, el recinto fue denominado oficialmente «Presidente Perón», aunque también se lo conoció como «el Cilindro» o «el Coliseo», apodos derivados de su estructura perfectamente circular. Tiene la particularidad de localizarse a tres cuadras del estadio de Independiente, su clásico rival.
Las dimensiones del campo de juego son de 105 × 70 metros. En un principio, llegó a albergar hasta 120 000 personas, pero las distintas remodelaciones redujeron dicha capacidad. Hoy en día se tiene un aforo para 55 880 espectadores, pudiendo llegar a 67 389.

### Otras instalaciones

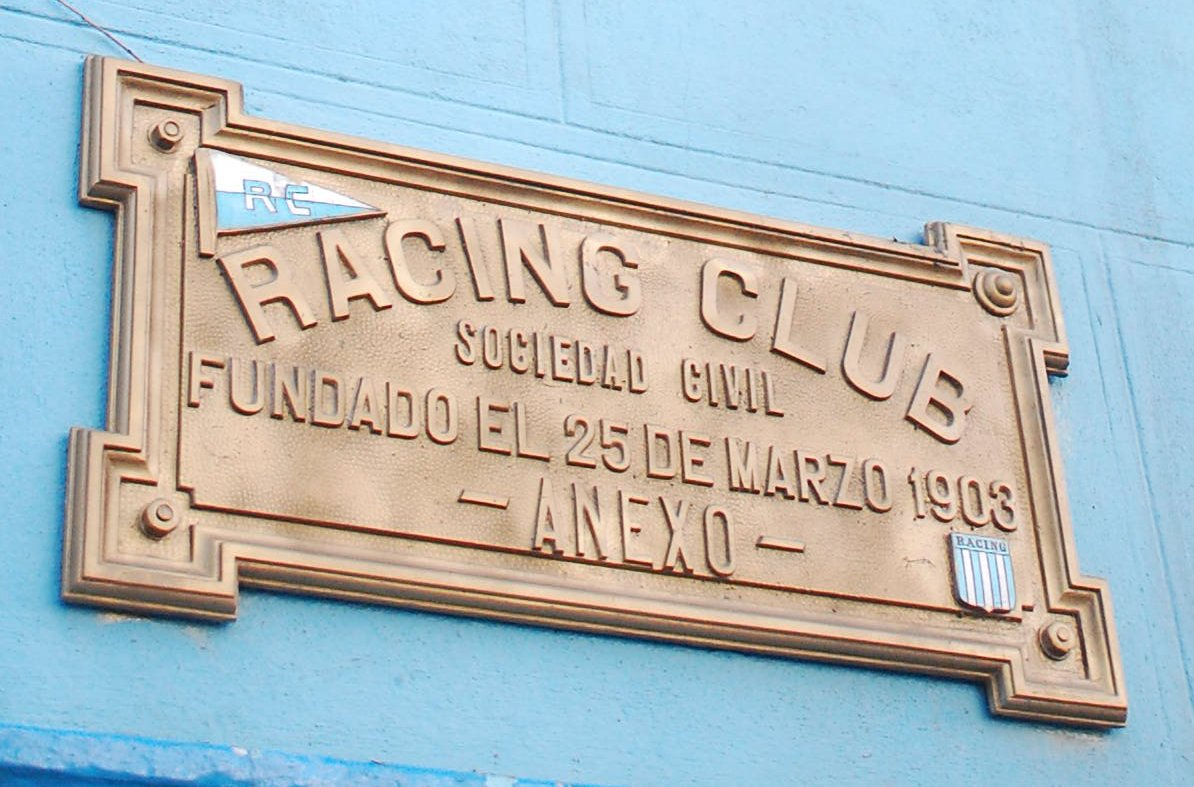
Placa en la Sede de Capital Federal en Villa del Parque

- Sede Avellaneda: situada en avenida Mitre 934, en el centro de Avellaneda, es uno de los lugares más emblemáticos de la institución.[52]
- Sede Norberto Perone: ubicada en el corazón de la Ciudad de Buenos Aires, en Nogoyá 3061, en el barrio de Villa del Parque.[53]
- Predio Tita Mattiussi: es la sede de entrenamiento de las divisiones inferiores de fútbol, su nombre es un homenaje a la eterna Tita Mattiussi.[54]
- Casa Tita Mattiussi: es el hogar creado para hospedar a los chicos de las divisiones juveniles del club provenientes de todo el país.[55]
- Polideportivo Jorge Camba: es el lugar donde se desarrollan las principales actividades amateur de la institución.[56]
- Colegio Racing Club: es la escuela del club, fundada en 1961, posee los niveles de enseñanza inicial, primario y secundario.[57]
- Predio Ezeiza: con una superficie de 32 hectáreas, está localizado en un lugar privilegiado (por su ubicación y gran tamaño) del área metropolitana en la zona de los Bosques de Ezeiza.[58]

## Datos del club

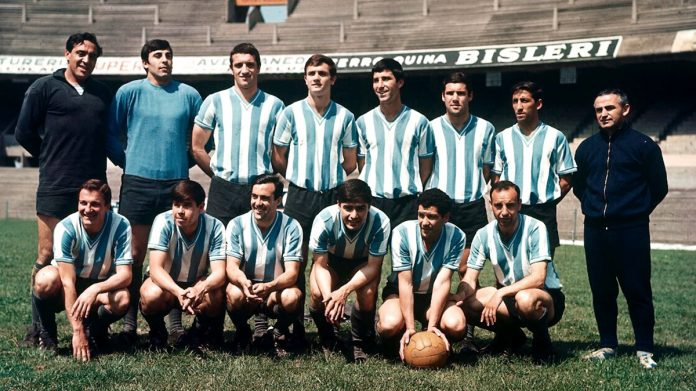
El multicampeón Equipo de José, dirigido por Juan José Pizzuti, uno de los planteles más emblemáticos de la historia de la institución albiceleste y trascendental en el fútbol argentino. Parados: Luis Ángel Carrizo, Agustín Mario Cejas, Alfio Basile, Roberto Perfumo, Rubén Osvaldo Díaz, Nelson Chabay, Oscar Martín y Juan José Pizzuti (DT). Agachados: Miguel Ángel Mori, Jaime Martinoli, Juan Carlos Rulli, Juan Carlos Cárdenas, Juan José Rodríguez y Humberto Maschio, en 1966.

- Temporadas en Primera División: 114.[59]
  - Mejor puesto: 1.º (18 veces).[34]
  - Peor puesto: 20.º (Clausura 2008).[60]
- Temporadas en Segunda División: 7 (1906, 1907, 1908, 1909, 1910, 1984, 1985).
- Temporadas en Tercera División: 1 (1905).
- Récord de títulos sucesivos: Heptacampeón (récord histórico nacional y continental).[13]
- Mayor cantidad de partidos sucesivos invicto: 51 (récord de la historia nacional).[61]
- Mayor cantidad de partidos consecutivos ganados: 28 (récord nacional).[62][63][64]
- Mayor cantidad de partidos seguidos empatados: 10 (récord nacional).[65]
- Mayor cantidad de minutos con la valla invicta: 1077' con el arquero Marcos Croce entre 1920 y 1921 (récord histórico nacional).[66][67]
- Mayor goleada a favor: 11 a 3 contra Rosario Central el 2 de octubre de 1960.[68]
- Mayor goleada en contra: 0 a 10 contra Rosario Central el 14 de agosto de 1975.[n 1][69]
- Jugador con más partidos disputados: Natalio Perinetti (405 partidos oficiales).[70]
- Jugador con más goles convertidos: Alberto Ohaco (244 en competiciones oficiales).[71]
- Jugador con más goles anotados en una copa nacional: Alberto Marcovecchio (52 goles convertidos en total).[72]
- Jugador con más goles anotados en un torneo internacional: Norberto Raffo (14 goles convertidos en 1967).[73][74]
- Jugador con más goles anotados en un mismo partido: Alberto Marcovecchio (7 tantos convertidos en 1913).[75]
- Jugadores con más títulos obtenidos: Alberto Ohaco, Alberto Marcovecchio y Armando Reyes (con 20 títulos oficiales c/u).
- Jugador extranjero con más títulos: Zoilo Canavery (Uruguay) con 6 conquistas (3 campeonatos y 3 copas nacionales).
- Entrenador con más títulos: Guillermo Stábile (4 títulos oficiales: un tricampeonato de liga y una copa nacional).[76][77]

## Palmarés

### Torneos nacionales (35)

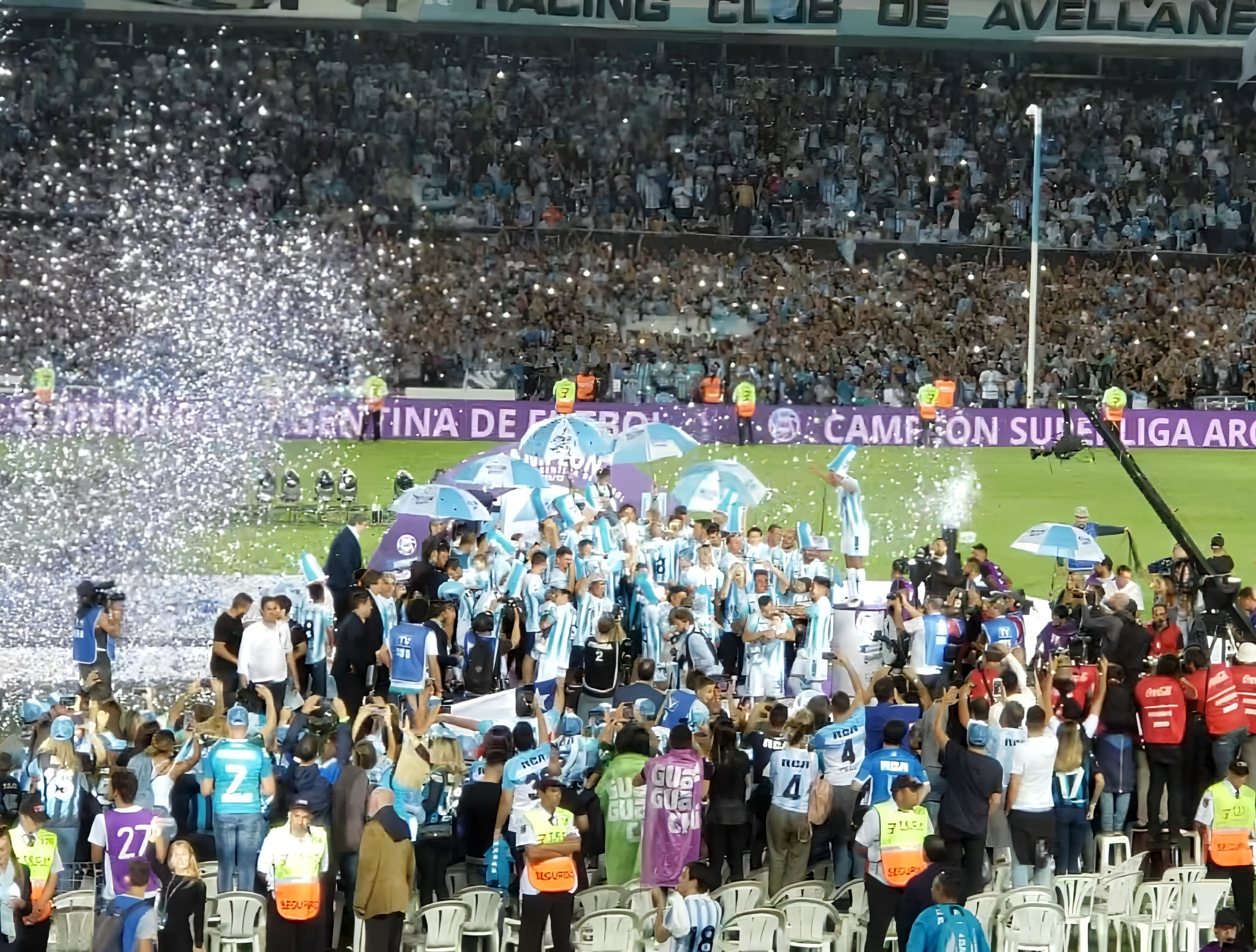
Los jugadores de Racing Club celebran su último título de liga nacional conseguido en el 2019 (el decimoctavo).

Racing Club ha participado en un total de 114 temporadas en la Primera División de Argentina, consagrándose 18 veces campeón, 9 veces subcampeón y 13 veces en tercer lugar. También disputó 78 copas nacionales, siendo campeón en 16 ocasiones (contabilizando la Copa Bullrich de la segunda división) y subcampeón 12 veces. El club se convirtió en el único equipo argentino en consagrarse heptacampeón, consiguiendo múltiples récords como ser el primero de los cinco grandes del fútbol argentino en salir campeón, bicampeón y tricampeón; también es el primer y único equipo argentino en lograr el tetracampeonato, el pentacampeonato, el hexacampeonato y el heptacampeonato (récords aún en vigencia en el fútbol argentino), además de ser el primer equipo heptacampeón mundial y el único de todo el continente en alcanzar dicha hazaña hasta hoy en día.
También ganó varias Copas nacionales del fútbol argentino: se impuso 4 veces en la Copa de Honor MCBA siendo el máximo ganador de dicho certamen, y 5 veces en la Copa Ibarguren siendo nuevamente el máximo ganador de la competición, además del primero en conseguirla. También obtuvo la Copa de Competencia Adolfo Bullrich justo antes de lograr el ascenso en 1910, fue el primer equipo campeón de la Copa Beccar Varela, ganó la Copa de Competencia de Primera División, la Copa de Competencia Británica, el Trofeo de Campeones (SAF) siendo el primer y único equipo en haberlo conseguido, el Trofeo de Campeones (LPF) siendo el segundo equipo ganador del certamen; y fue el primer equipo campeón de la Supercopa Internacional.
Estadísticamente, es el 3.er equipo con mayor cantidad de campeonatos y también el 3.er equipo con la mayor cantidad de copas nacionales del fútbol argentino.
- Indicado el récord del torneo  y el récord compartido

| Organizados por AFA           | Organizados por AFA  | Organizados por AFA                                                                                                 | Organizados por AFA                                                |
| Competición nacional          | Competición nacional | Títulos | Subcampeonatos                                                     |
| ----------------------------- | -------------------- | --- | ------------------------------------------------------------------ |
| Primera División de Argentina | 18/9                 | 1913, 1914, 1915, 1916, 1917, 1918, 1919 , 1921, 1925, 1949, 1950, 1951 , 1958, 1961, 1966, Ap. 2001, 2014, 2018-19 | 1920, 1952, 1955, 1959, M. 1967, M. 1972, Ap. 1995, Ap. 2011, 2022 |
| Segunda división de Argentina | 1/1                  | 1910 | 1908                                                               |
| Copa Adolfo Bullrich          | 1/1                  | 1910 | 1917                                                               |
| Copa de Honor MCBA            | 4/0                  | 1912, 1913, 1915, 1917                                                                                              | -                                                                  |
| Copa Ibarguren                | 5/3                  | 1913, 1914, 1916, 1917, 1918                                                                                        | 1915, 1950, 1958                                                   |
| Copa Beccar Varela            | 1/1                  | 1932 | 1933                                                               |
| Copa de Competencia           | 1/2                  | 1933 | 1913, 1915                                                         |
| Copa de Competencia Británica | 1/0                  | 1945 | -                                                                  |
| Trofeo de Campeones (SAF)     | 1/0                  | 2019 | -                                                                  |
| Trofeo de Campeones (LPF)     | 1/0                  | 2022 | -                                                                  |
| Supercopa Internacional       | 1/0                  | 2022 | -                                                                  |
| Copa Escobar                  | 0/1                  | - | 1949                                                               |
| Copa Suecia                   | 0/1                  | - | 1958                                                               |
| Copa Argentina                | 0/1                  | - | 2011-12                                                            |
| Copa Bicentenario             | 0/1                  | - | 2016                                                               |
| Supercopa Argentina           | 0/1                  | - | 2019                                                               |
| Copa de la Liga Profesional   | 0/1                  | - | 2021                                                               |

### Torneos internacionales (8)

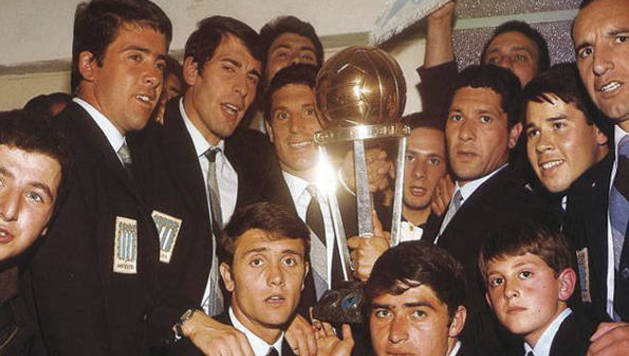
El plantel del primer equipo argentino consagrado campeón mundial (1967).

El club ha participado en un total de 45 torneos internacionales oficiales, 38 organizados por Conmebol y FIFA, y 7 organizados por la AUF y la AFA. Se consagró campeón en 8 oportunidades, siendo el 4.to equipo argentino con mayor cantidad de copas internacionales en la historia; habiendo conseguido una Copa Libertadores, una Copa Intercontinental, una Supercopa Sudamericana, una Copa Sudamericana, una Recopa Sudamericana, dos Copa Aldao y una Copa de Honor Cusenier.
También fue el primero de los considerados «cinco grandes del fútbol argentino» en obtener una copa internacional. En total disputó 235 partidos internacionales hasta el momento.
El club se convirtió en el primer equipo argentino en consagrarse campeón del mundo, al ganar la Copa Intercontinental 1967. Además, fue el primer equipo campeón de campeones de América, al obtener la Supercopa Sudamericana 1988. También fue el ganador de la Copa Libertadores 1967, la más extensa de la historia de este certamen (con 114 partidos disputados), siendo además el segundo equipo argentino en obtenerla. Asimismo al ganar la Copa Sudamericana 2024, se convirtió en el equipo que más goles marcó en una misma edición en la historia de dicha copa (con 33 tantos). Y fue el primer equipo argentino en ganar la Copa Aldao 1917, en la segunda edición del certamen rioplatense.
| Organizados por FIFA y CONMEBOL | Organizados por FIFA y CONMEBOL | Organizados por FIFA y CONMEBOL | Organizados por FIFA y CONMEBOL |
| Competición internacional       | Competición internacional       | Títulos                         | Subcampeonatos                  |
| ------------------------------- | ------------------------------- | ------------------------------- | ------------------------------- |
| Copa Libertadores de América    | 1/0                             | 1967                            | -                               |
| Copa Intercontinental           | 1/0                             | 1967                            | -                               |
| Supercopa Sudamericana          | 1/1                             | 1988                            | 1992                            |
| Copa Sudamericana               | 1/0                             | 2024                            | -                               |
| Recopa Sudamericana             | 1/1                             | 2025                            | 1989                            |
| Supercopa Intercontinental      | 0/1                             | -                               | 1969                            |

| Organizados por AFA y AUF | Organizados por AFA y AUF | Organizados por AFA y AUF | Organizados por AFA y AUF |
| Competición Rioplatense   | Competición Rioplatense   | Títulos                   | Subcampeonatos            |
| ------------------------- | ------------------------- | ------------------------- | ------------------------- |
| Copa de Honor Cusenier    | 1/3                       | 1913                      | 1912, 1915, 1917          |
| Copa Aldao                | 2/1                       | 1917, 1918                | 1916                      |

## Organigrama deportivo

### Jugadores
Racing Club a lo largo de sus 122 años de historia pudo contar en su plantel con una gran cantidad de jugadores destacados en el futbol nacional e internacional.
El club contó con arqueros imbatibles como Marcos Croce, Syla Arduino, Juan Botasso, Rogelio Domínguez, Agustín Mario Cejas, Ubaldo Fillol, Ignacio González, Sergio Romero, Sebastián Saja y Gabriel Arias. También por sus filas pasaron defensores aguerridos como Armando Reyes, Saúl Ongaro, Fernando Paternoster, José Della Torre, Federico Sacchi, José Salomón, Pedro Dellacha, Alfio Basile, Roberto Perfumo, Enrique Wolff, Julio Olarticoechea y Leonardo Sigali. En el mediocampo disfrutó de los talentos de Enrique García, Norberto Méndez, Arnaldo Balay, Juan Carlos Rulli, Humberto Maschio, Miguel Ángel Colombatti, Rubén Capria, Diego Simeone, Maximiliano Moralez, Rodrigo De Paul, Matías Zaracho, Carlos Alcaraz y Juan Nardoni. Mientras que en la delantera se destacaron Pedro Ochoa, Alberto Ohaco, Alberto Marcovecchio, Alberico Zabaleta, Evaristo Barrera, Llamil Simes, Oreste Corbatta, Juan Carlos Cárdenas, Marcelo Delgado, Claudio López, Diego Milito, Lisandro López, Lautaro Martínez y Adrián Martínez. Asimismo brillaron en el club los jugadores extranjeros Sergio Livingstone, Eugenio Mena y Marcelo Díaz (Chile); Wálter Machado da Silva y João Cardoso (Brasil); Zoilo Canavery, Julio César Balerio, Nelson Chabay, Juan Ramón Carrasco, Rubén Paz y Gastón Martirena (Uruguay); Delfín Benítez Cáceres y Matías Rojas (Paraguay); Gerardo Bedoya, Giovanni Moreno y Roger Martínez (Colombia), entre otros.

### Mercado del invierno de 2025
| Altas invierno 2025 | Altas invierno 2025 | Altas invierno 2025 | Altas invierno 2025 | Altas invierno 2025 |
| Jugador             | Pos.                | Origen              | Tipo                | Coste               |
| ------------------- | ------------------- | ------------------- | ------------------- | ------------------- |
| Franco Pardo        | Defensa             | Unión               | Traspaso            | 1 300 000 USD       |
| Marcos Rojo         | Defensa             | Boca Juniors        | Libre               | -                   |
| Alan Forneris       | Centrocampista      | Colón               | Traspaso (80%)      | 1 200 000 USD       |
| Adrián Fernández    | Centrocampista      | San Telmo           | Traspaso (80%)      | 800 000 USD         |
| Duván Vergara       | Delantero           | América de Cali     | Traspaso            | 1 000 000 USD       |
| Tomás Conechny      | Delantero           | Deportivo Alavés    | Traspaso            | 3 500 000 USD       |
| Elías Torres        | Delantero           | Aldosivi            | Traspaso (80%)      | 3 000 000 USD       |

| Bajas invierno 2025 | Bajas invierno 2025 | Bajas invierno 2025     | Bajas invierno 2025 | Bajas invierno 2025 |
| Jugador             | Pos.                | Destino                 | Tipo                | Coste               |
| ------------------- | ------------------- | ----------------------- | ------------------- | ------------------- |
| Gastón Gómez        | Guardameta          | Deportes Concepción     | Préstamo            | -                   |
| Germán Conti        | Defensa             | Gimnasia (LP)           | Préstamo            | -                   |
| Ignacio Galván      | Defensa             | Atlético Tucumán        | Préstamo            | -                   |
| Demián Núñez        | Defensa             | Argentino de Quilmes    | Libre               | -                   |
| Maico Quiroz        | Centrocampista      | Chacarita Juniors       | Préstamo            | -                   |
| Matías Bergara      | Centrocampista      | Independiente Rivadavia | Préstamo            | -                   |
| Maximiliano Salas   | Delantero           | River Plate             | Traspaso            | 9 250 000 USD       |
| Emiliano Saliadarre | Delantero           | Miramar Misiones        | Préstamo            | -                   |

### Máximos goleadores

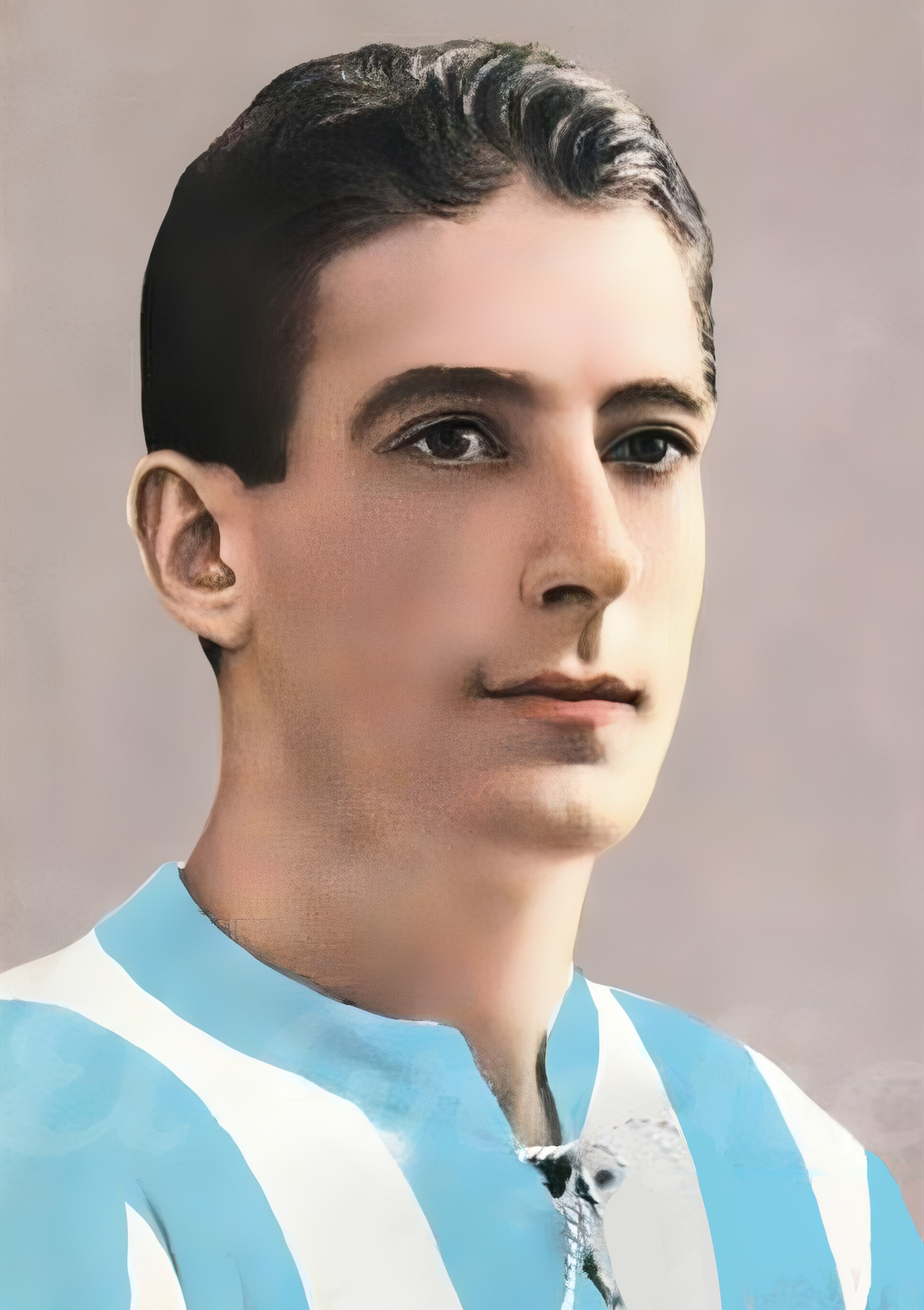
Alberto Ohaco. El primer y máximo goleador en la historia del club, con 244 goles convertidos.

- Se contabilizan a los 10 jugadores con más goles convertidos.

| Jugador                                  | Goles convertidos |
| ---------------------------------------- | ----------------- |
| Alberto Ohaco                            | 244               |
| Alberto Marcovecchio                     | 207               |
| Alberico Zabaleta                        | 141               |
| Evaristo Barrera (en la era profesional) | 138               |
| Juan José Pizzuti                        | 125               |
| Pablo Frers                              | 121               |
| Natalio Perinetti                        | 112               |
| Pedro Ochoa                              | 109               |
| Llamil Simes                             | 106               |
| Juan Perinetti                           | 99                |

### Mayores participaciones

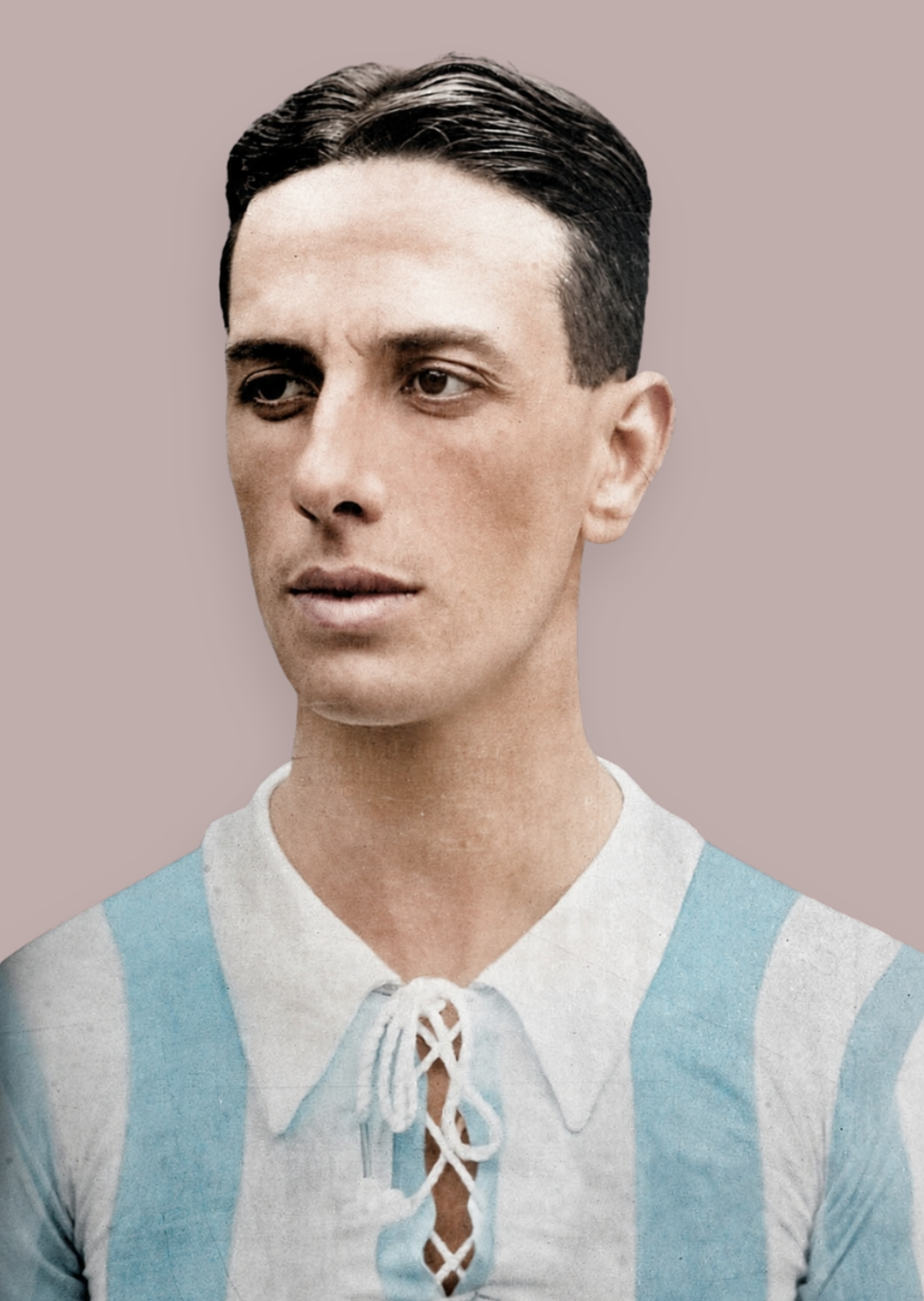
Natalio Perinetti. El jugador con más partidos disputados en la historia del club (405 encuentros).

- Se contabilizan a los 10 jugadores con más partidos disputados.

| Jugador                                | Partidos disputados |
| -------------------------------------- | ------------------- |
| Natalio Perinetti                      | 405                 |
| Gustavo Costas (en la era profesional) | 337                 |
| Agustín Mario Cejas                    | 334                 |
| Claudio Úbeda                          | 329                 |
| Juan Carlos Cárdenas                   | 321                 |
| Iván Pillud                            | 321                 |
| Ezra Sued                              | 308                 |
| Carlos Squeo                           | 306                 |
| José García                            | 272                 |
| Armando Reyes                          | 269                 |

### Entrenadores

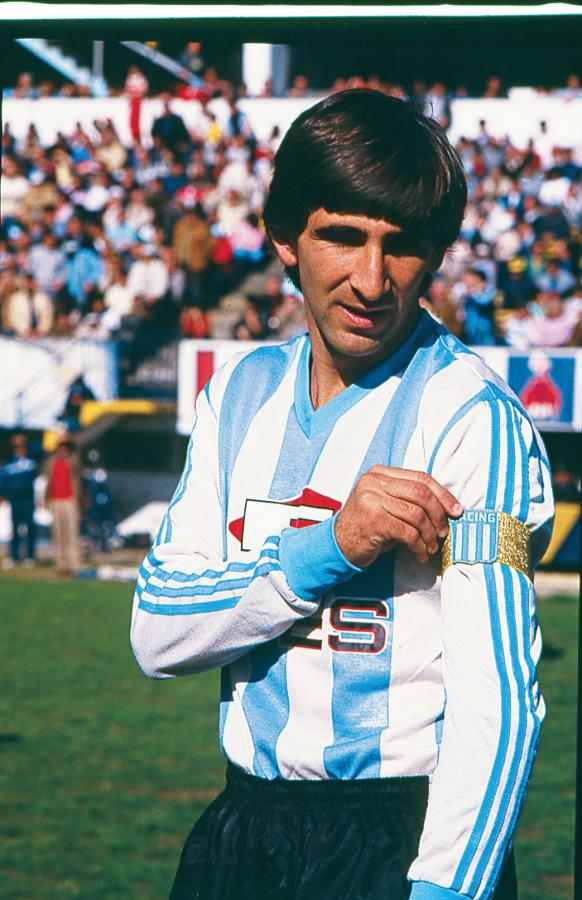
Gustavo Costas, actual entrenador del club. Es ídolo de Racing habiendo sido mascota, jugador, capitán y director técnico. Es también el jugador con más partidos disputados en el profesionalismo con el club (337 encuentros). Como entrenador logró una nueva copa internacional luego de 36 años de sequía en este tipo de competiciones.

Previo a 1931, los entrenadores eran jugadores de campo o dirigentes que se hacían cargo también del entrenamiento, armado y dirección del equipo. En la era profesional Racing ha tenido 91 entrenadores distintos: 2 uruguayos, 1 húngaro, 1 austríaco, 1 italiano y 86 argentinos. El club ha cambiado de entrenador unas 132 veces desde 1931 (contando 35 interinatos momentáneos).
El primer entrenador del club en el profesionalismo fue el exjugador académico Armando Reyes, quien fue también el primer director técnico consagrado campeón de la institución. Se destaca también Juan José Pizzuti por ser el entrenador del «Equipo de José», plantel emblemático que logró posicionamiento a nivel mundial por ser el primer equipo argentino campeón del mundo. Otro de los técnicos más exitosos es Guillermo Stábile, quién es el DT máximo ganador en la historia del club y, además, el primer entrenador tricampeón en la historia del fútbol argentino.
| Cuerpo técnico 2025 |
| |
| - Entrenador: Gustavo Costas. - Entrenador adjunto: Francisco Bersce. - Ayudantes de campo: Gonzalo Costas. - Entrenador de arqueros: Ignacio González. - Preparadores físicos: Federico Costas, Cristian Argentieri y Ángel Federico Trídico. - Analistas de videos: Federico Anastasi y Alejandro Fusario. - Médicos: Alejandro Dardano y Juan Linares. - Kinesiólogos: Agustín Güiraldes, Rosendo Regueiro, Ignacio Astraldi y Enzo Musitelli. - Masajista: Aníbal González. - Nutricionistas: Karina Gavini y Matías Beier. - Psicóloga deportiva: Andrea Ricagno. - Utileros:: Oscar Álvarez y Carlos Chirón. |
| |

### Presidentes

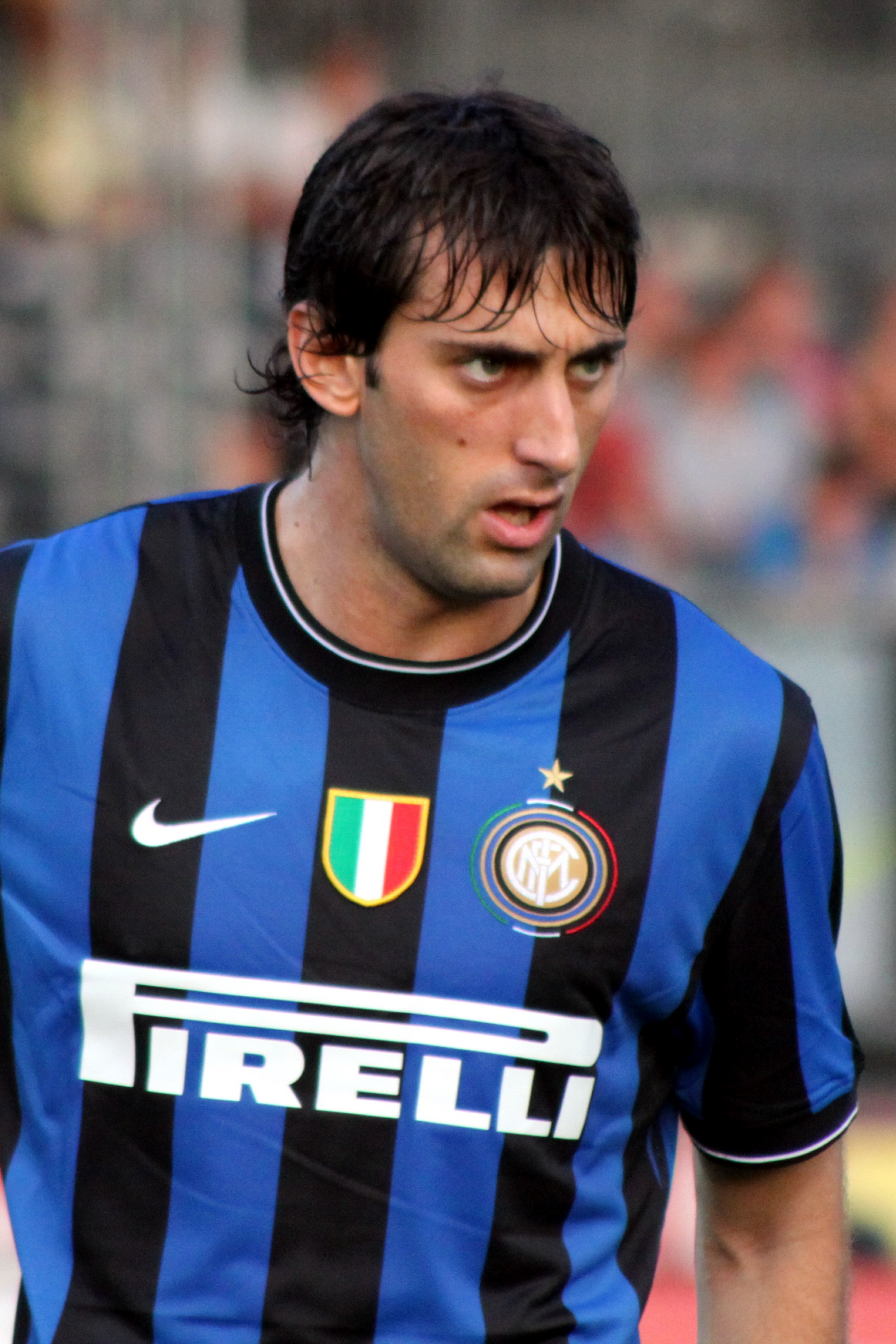
Diego Milito, actual presidente del Racing Club desde el 2024. Bicampeón del club como jugador y también bicampeón como director deportivo. Fue el impulsor del «Racing Positivo». Es junto con Pedro Werner, Julio Planisi y Ernesto Malbec, uno de los cuatro presidentes que también fueron jugadores del club.

En su historia Racing ha tenido 37 presidentes distintos, habiendo elegido a su máximo representante en 54 ocasiones. Durante la quiebra del club entre los años 1999 y 2008 (por 9 años), Racing no tuvo presidentes ni elecciones para tal fin.
Se destacan los mandatos de Arturo Artola, Arturo Giro, Leopoldo Siri, Luis Carbone, Manuel Vázquez, Julio Planisi, Pedro Groppo, Alberto Sordelli, Ernesto Malbec, Carlos Paillot, Sigifredo Manuel Sisco, Juan Carlos Athor, Santiago Saccol, Baldomero Pico, Juan De Stéfano, Rodolfo Molina y Víctor Blanco.
| Comisión Directiva 2024-2028 |
| |
| - Presidente: Diego Milito. - Vicepresidente 1.ero: Hernán Lacunza. - Vicepresidente 2.do: Martín Ferré. - Mánager deportivo: Sebastián Saja. - Secretario general: Kevin Feldman. - Prosecretario: Federico Ferioli. - Tesorero: Diego Cifarelli. - Protesorero: Daniel Grobocopatel. - Gerente general: Sebastián Blanklejder. - Secretarios técnicos: Javier Weiner, Agustín Anastasi y Bruno Gentile. - Director general del fútbol amateur: Miguel Gomis. - Coordinador del fútbol juvenil: Ezequiel Videla. - Team mánager: Franco Zuculini. - Vocales: Rodolfo Molina, Gustavo Domínguez, Mariano Cejas, Diego Bartalotta, Delfina Merino, Leandro Rodríguez Hevia, Diego Raiman, Carlos Muttoni, Fernando Ramírez, Leandro Leunis, Camila Crescimbeni y Leonardo Jakim. |
| |

## Rivalidades

### El Clásico de Avellaneda

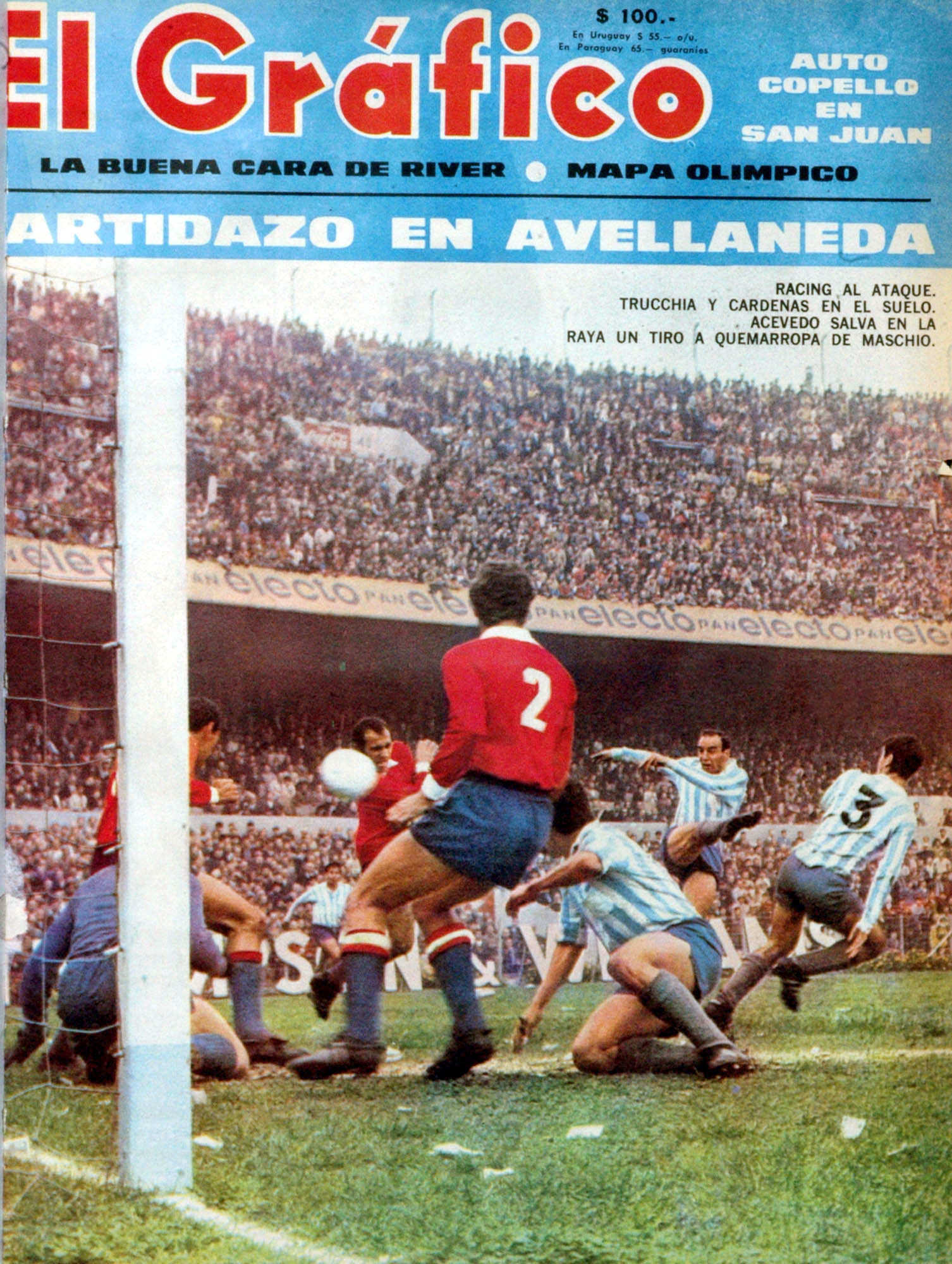
El Clásico de Avellaneda en 1968 con un disparo de Humberto Maschio.

El clásico e histórico rival es el Club Atlético Independiente. El partido en el que se enfrentan los dos equipos es tradicionalmente conocido como el «Clásico de Avellaneda». Los estadios de ambas instituciones están separados por menos de 300 metros entre sí, lo que aumenta la histórica rivalidad que mantienen desde la primera década del siglo XX. Es el segundo clásico más importante de Argentina, detrás del Superclásico del fútbol argentino, concentrando una gran atención en el exterior y habiendo sido considerado por la prestigiosa revista «World Soccer» como uno de los más importantes del mundo; al igual que por la revista deportiva «Four Four Two», que lo posicionó dentro del Top 15 mundial.
En el total de enfrentamientos oficiales entre ambos clubes, se jugaron 237 veces, con 71 victorias de Racing, 77 empates y 89 victorias de Independiente.Hasta 1974, Racing Club mantuvo una hegemonía general en el historial por sobre su clásico rival, y hoy en día, Independiente mantiene una diferencia a favor de 18 partidos ganados. Por otro lado, Racing mantiene un récord positivo 20 partidos invicto (11 años sin perder) frente a los rojos, entre 1983 y 1994, con 7 triunfos y 13 empates (sumando enfrentemientos por ligas, copas nacionales e internacionales).
Racing mantuvo como récord positivo 97 años seguidos (1926 a 2023) invicto frente a Independiente en enfrentamientos por copas nacionales, con un empate y 5 victorias seguidas. En enfrentamientos por copas internacionales, Racing se mantiene invicto con una victoria y un empate en los dos encuentros por la Supercopa Sudamericana 1992. Mientras que en partidos amistosos se jugaron 68 cotejos, con 22 triunfos académicos, 26 empates y 20 victorias rojas. Racing también tiene un invicto de 11 encuentros sin perder (16 años) en este tipo de disputas.

### Los otros clásicos
Racing también mantiene una clásica rivalidad futbolística con Boca Juniors, River Plate y San Lorenzo, por ser éstos los otros tres equipos que completan los denominados «Cinco grandes».

#### Vs. Boca Juniors

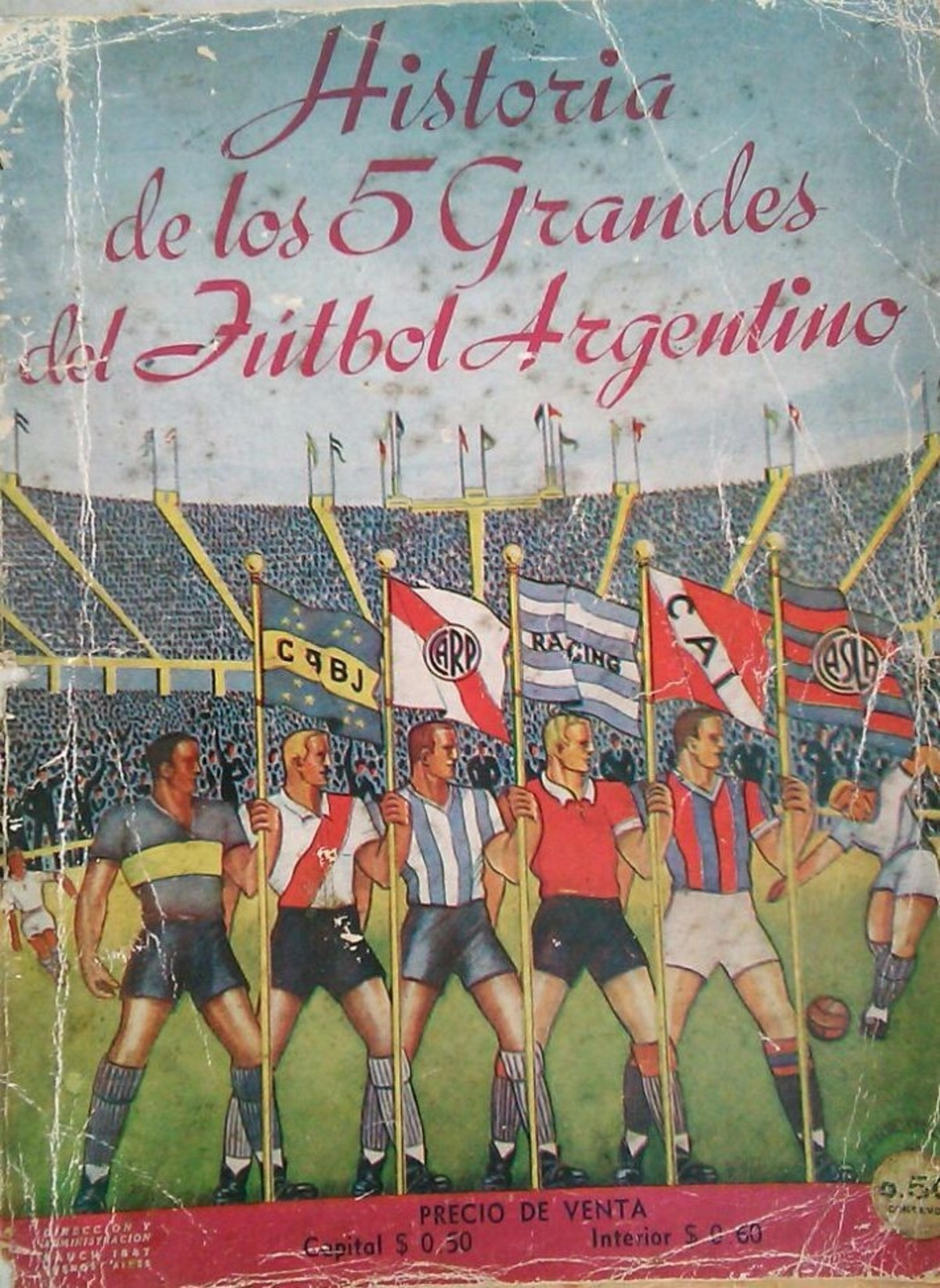
Los equipos considerados más grandes de Argentina: Boca Juniors, River Plate, Racing Club, Independiente y San Lorenzo.

Comenzó un 6 de diciembre de 1908 y es considerado como uno de los clásicos más importantes del fútbol argentino. Racing Club fue el primer equipo de la historia en ganarle a Boca un partido oficial en la Bombonera y al mismo tiempo el primero en marcarle 4 goles en 1941. Racing también fue la némesis de Boca al cortarle dos veces la chance de ascender a la Primera División al vencerlo en la semifinal de 1908 por 1 a 0, y en la final de 1910 por 2 a 1. En 221 partidos jugados, Boca ha sido ganador en 94 ocasiones, Racing en 74 y tuvieron 53 empates. Así mismo, Racing es superior a Boca en enfrentamientos por copas nacionales, de 19 encuentros, el club albiceleste se impuso en 12, los 'xeneizes' en 5 y empataron los 2 restantes.

#### Vs. River Plate
Iniciado un 22 de abril de 1906 tiene la particularidad de ser «el clásico más antiguo» del fútbol argentino (con 119 años). Siendo River el equipo que más diferencia le saca a Racing en campeonatos nacionales: de 206 partidos, la 'academia' ganó 55, los 'millonarios' 100, e igualaron en 51 ocasiones. Aunque en duelos mano a mano, de 20 enfrentamientos decisivos, Racing se impuso en 13 y River en 7. El clásico jugado el 15 de diciembre de 1968 fue el partido de campeonato con mayor asistencia de público en la historia nacional, con 106 000 espectadores.

#### Vs. San Lorenzo
Originado un 16 mayo de 1915. Racing posee una superioridad estadística sobre San Lorenzo, jugaron 210 partidos en total, en los que se impuso 82 veces, San Lorenzo 74 y empataron los 54 restantes. Mientras que, la mayor racha de partidos invicto de este clásico la estableció Racing entre 1948 y 1958, estando 20 partidos seguidos sin conocer la derrota ante San Lorenzo (con 15 triunfos). También la mejor racha de partidos ganados de forma consecutiva es de Racing, que hilvanó un total de 8 partidos ganados seguidos entre 1915 y 1919.

## Secciones deportivas
La principal actividad deportiva del club es el fútbol masculino, que disputa la Liga Profesional de Fútbol, aunque también compite a nivel profesional en otros deportes como ser: fútbol femenino, baloncesto, fútbol sala, hockey sobre césped y fútbol playa. Mientras que tenis, boxeo, voleibol, balonmano, judo, patín artístico, aikido, gimnasia artística, taekwondo, muay thai, sibpalki, atletismo, esgrima, natación, saltos ornamentales, powerchair, danza y ajedrez se practican a nivel amateur.
|                                                            |
| Ricardo Alix, figura histórica del baloncesto racinguista. |

|                                                      |
| Daniela Sruoga, figura del hockey femenino nacional. |

|                                                  |
| Horacio Acavallo, campeón mundial de peso mosca. |

|                                                       |
| Rocío Bueno, goleadora del fútbol femenino académico. |

## Área social y cultural

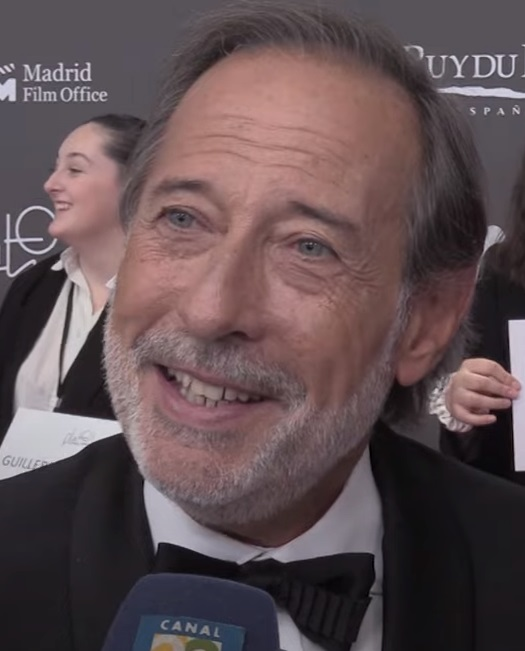
Guillermo Francella, declarado ilustre hincha académico en 2010

### Racing en la cultura
Debido a su historia, Racing Club ha trascendido el ámbito deportivo y ha calado en la cultura popular argentina, gozando de una amplia cantidad de personalidades simpatizantes del club, se tienen por ejemplo, a los artistas Carlos Gardel, Gustavo Cerati, Ricardo Iorio, Jorge Porcel, Alfredo Casero, Diego Capusotto y Guillermo Francella; políticos como Juan Domingo Perón y Néstor Kirchner; y personalidades mundiales como Pelé (gloria del fútbol de Brasil), Guy Williams (actor de El Zorro) y René Goscinny (creador de Asterix). Del mismo modo, el club sirvió de inspiración para la creación de otros clubes de fútbol por todo el globo como América de Cali, Deportes Tolima, Deportivo Magallanes, Deportivo Quito, Racing Foot Ball Club, Arsenal Fútbol Club o Club Atlético Racing.

### Hinchada

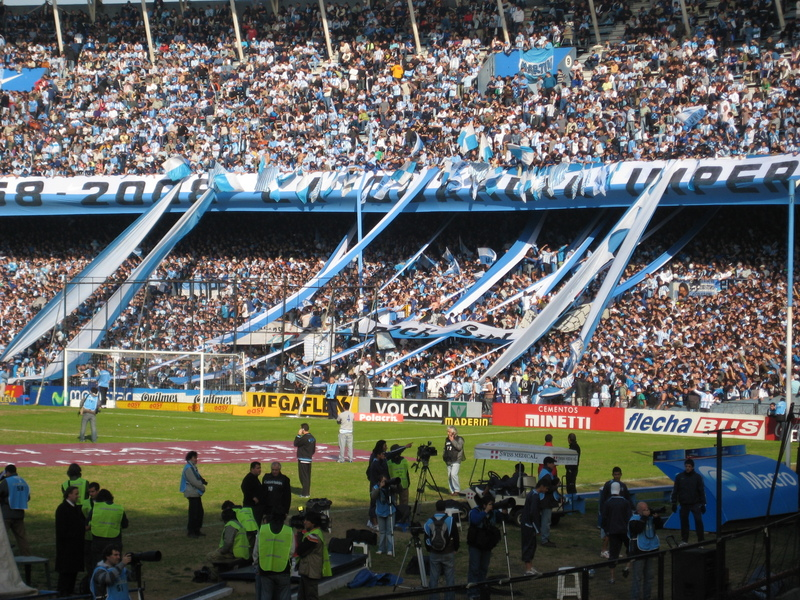
«La N.º1» cuando se jugaba la promoción para no descender en 2008

La hinchada del club, es comúnmente denominada como «La N.° 1», un acrónimo de «Hinchada Número Uno», debido a que durante la mitad del siglo XX Racing era el equipo más convocante y popular del país. También es conocida como «La Guardia Imperial» debido a la fidelidad constante de los más fanáticos.
Racing es el cuarto equipo con mayor cantidad de simpatizantes en todo el país, por detrás de Boca Juniors (42,10 % de simpatizantes), River Plate (35,30 %) y palmo a palmo con Independiente (4,90 %). Racing cuenta con 4,80 % del total de hinchas. Por otro lado, al 2017, según datos extraídos de todas las Memorias y Balances de la AFA, Racing es el tercer equipo luego de Boca y River, con mayor número de boletos vendidos, con 35 972 574 entradas expendidas, teniendo un promedio por partido de 10 524 y siendo el primero en ventas 14 veces.
El clásico entre Racing Club y River Plate jugado el 15-12-1968, es el partido de campeonato con mayor asistencia de público en la historia del fútbol argentino, con 106 000 espectadores.
A nivel internacional, según datos oficiales de la Conmebol, Racing es el cuarto equipo con mayor asistencia de público en la historia de la Copa Libertadores de América, por detrás de Flamengo, Universidad de Chile y River Plate, con 479 327 localidades vendidas en lo que va del máximo torneo sudamericano.

### Sedes y filiales

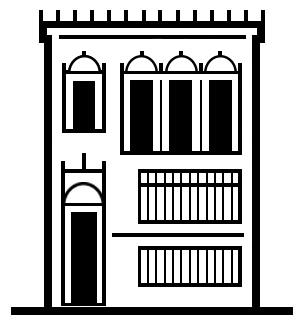
Emblema de la sede

El club cuenta con dos sedes sociales: la principal en Avellaneda, en la Provincia de Buenos Aires y un anexo en el barrio de Villa del Parque, en la Ciudad de Buenos Aires. Además dispone de un total de 180 filiales distribuidas por todo el mundo, de las cuales 45 de ellas se encuentran en el extranjero.

### Colegio Racing Club

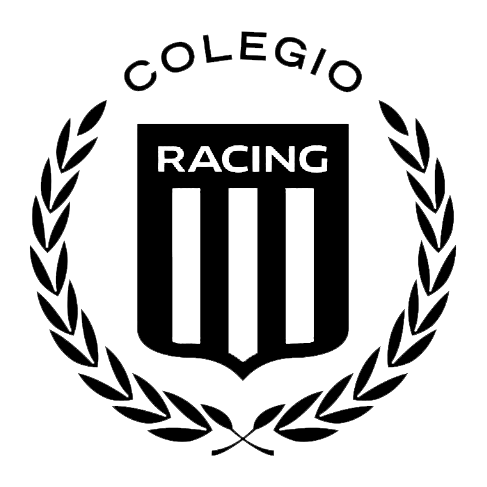
Emblema del colegio

Es una escuela perteneciente al club, se ubica lindante a la sede social de Avellaneda. La puerta de ingreso al establecimiento educativo se encuentra decorada con un amplio mural realizado por el artista plástico Catriel López. El 16 de julio de 2025 se adquiere un nuevo edificio de 1 200m2 en la calle Palaá al 524 para funcionar como sede principal del nuevo colegio Racing Club.

#### Efemérides
El colegio comenzó a funcionar en 1961 dentro de la Sede social, con el nivel inicial. En 2003, el edificio es trasladado hacia la calle Ameghino, paralela a Bartolomé Mitre, y comienza a funcional el nivel primario. Finalmente en 2009, comienza a funcionar el nivel secundario, logrando alcanzar los tres niveles educativos básicos. Una gran cantidad de jugadores del club se graduaron allí como Carlos Alcaraz, Catriel Cabellos, Tomás Avilés y Agustín Ojeda. En 2025 se oficializa la compra de un nuevo edificio en donde funcionará el nivel inicial y primario, dejando al viejo edificio para el nivel secundario.

### Racing de Mozambique
El Racing Club de Mozambique fue fundado en marzo de 2016 en Maputo, capital de Mozambique, África. Debido a las labores de ayuda social del club en ese continente. Mediante el Departamento de Relaciones Internacionales del club y de la Filial «Juan Gabriel Arias» de Mozambique; formando un club homónimo para participar en el Campeonato mozambiqueño de fútbol y brindar ayuda humanitaria a los jóvenes de dicho país.
Dicha labor humanitaria es llevada a cabo por el Padre Juan Gabriel Arias y asistida por el papa Francisco y por la Fundación Leo Messi.

### Locademia

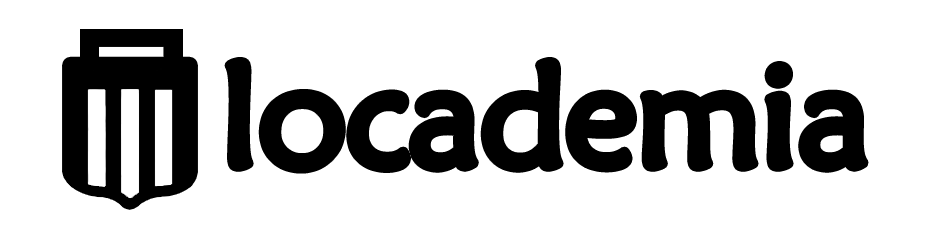
Logo de Locademia

«Locademia» es la tienda oficial de merchandising de Racing Club de Avellaneda, la cual nació el 25 de marzo de 2009. También posee una tienda en Internet.
Cuenta con siete puntos de venta, destacándose tres sucursales: la sede Avellaneda y otras dos situadas en la Ciudad Autónoma de Buenos Aires (en Villa del Parque y en el microcentro Porteño).

## Anexos
| Anexos y páginas relacionadas del Racing Club                                                                                                   | Anexos y páginas relacionadas del Racing Club | Anexos y páginas relacionadas del Racing Club                                                  | Anexos y páginas relacionadas del Racing Club                                                                                 |
| Entidades relacionadas | Datos estadísticos | Historia y hechos relevantes                                                                   | Infraestructuras |
| --- | --- | ---------------------------------------------------------------------------------------------- | --- |
| - Hinchada - Secciones deportivas - Divisiones inferiores - Racing Club femenino - Racing de Mozambique - El Equipo de José - Los Cinco Grandes | - Récords - Palmarés - Partidos nacionales - Partidos internacionales - Clásico de Avellaneda - Clásico con Boca Juniors - Clásico con River Plate - Clásico con San Lorenzo | - Historia - Cronología - Uniforme - Jugadores - Entrenadores - Presidentes - Impacto cultural | - Instalaciones - Estadio Presidente Perón - Estadio de Alsina y Colón - Sede Capital-Norberto Perone - Predio Tita Mattiussi |